# Liste von Opernhäusern/Nord- und Mittelamerika
Diese Liste ist eine Unterseite der Liste von Opernhäusern. Aufgelistet werden namhafte Opernhäuser und Opernkompagnien in Nord- und Mittelamerika. Gelistet werden pro Land Name, Ort und Details, ergänzt um die offiziellen Websites und – sofern verfügbar – Bilder der Opernhäuser und -kompagnien. Auch nicht mehr existierende Opernhäuser und -kompagnien werden mit entsprechender Kennzeichnung aufgeführt.

## Opernhäuser in Nord- und Mittelamerika

### Costa Rica
| Ort      | Opernhaus                     | Details | Offizielle Website | Bild |
| -------- | ----------------------------- | --- | ------------------ | ---- |
| San José | Teatro Nacional de Costa Rica | Das Teatro Nacional de Costa Rica ist das Nationaltheater von Costa Rica und befindet sich im zentralen Teil von San José. Der Bau des Gebäudes wurde 1891 begonnen und die Einweihung erfolgte am 21. Oktober 1897 mit einer Aufführung von Johann Wolfgang von Goethes Faust. | Website            |      |

### Dominikanische Republik
| Ort                        | Opernhaus                     | Details | Offizielle Website | Bild |
| -------------------------- | ----------------------------- | --- | ------------------ | --- |
| Santiago de los Caballeros | Gran Teatro del Cibao         | Das Gran Teatro del Cibao (allgemein als Teatro del Cibao oder El Gran Teatro bezeichnet) ist das zweitwichtigste Theater der Dominikanischen Republik. Es ist Teil des Kulturerbes von Santiago de los Caballeros, der nach Bevölkerungszahl und Entwicklung zweitgrößten Stadt des Landes.                                                                       | Website            | |
| Santo Domingo              | Teatro Nacional Eduardo Brito | Das Teatro Nacional Eduardo Brito (deutsch: Nationaltheater) ist Teil des Gebäudekomplexes der Plaza de la Cultura in Santo Domingo. Das Theater ist das Herzstück des Komplexes und ist umgeben von mehreren Museen und kulturellen Einrichtungen. Das Theater wurde vom dominikanischen Architekten Teófilo Carbonell entworfen und am 16. August 1973 eröffnet. | Website            | Bild gesucht Der Benutzer Bernd Winnig wünscht sich an dieser Stelle ein Bild. Falls du dabei helfen möchtest, erklärt die Anleitung , wie das geht. |

### El Salvador
| Ort          | Opernhaus                      | Details | Offizielle Website | Bild |
| ------------ | ------------------------------ | --- | ------------------ | ---- |
| San Salvador | Teatro Luis Poma               | Das Teatro Luis Poma ist ein Theaterhaus in San Salvator. | Website            |      |
| San Salvador | Teatro Nacional de El Salvador | Das Teatro Nacional de San Salvador befindet sich im historischen Zentrum der Hauptstadt von El Salvador. Das heutige Gebäude ersetzt das alte Nationaltheater in San Salvador, das durch einen Großbrand im Februar 1910 zerstört wurde.                         | Website            |      |
| San Salvador | Teatro Presidente              | Das Teatro Presidente von El Salvador befindet sich in der Hauptstadt San Salvador, bezogen auf die Sitzplatzkapazität ist es das größte Theater des Landes. Es liegt in unmittelbarer Nähe des Museo de Arte de El Salvador. <<weitere Informationen verfügbar>> | Website            |      |

### Guatemala
| Ort             | Opernhaus                             | Details | Offizielle Website | Bild |
| --------------- | ------------------------------------- | --- | ------------------ | ---- |
| Guatemala-Stadt | Centro Cultural Miguel Ángel Asturias | Das Centro Cultural Miguel Ángel Asturias, allgemein Teatro Nacional genannt, ist ein Kulturzentrum in Guatemala-Stadt. Der von dem Architekten Efrain Recinos entworfene Komplex wurde 1978 fertiggestellt. Das Zentrum ist nach dem guatemaltekischen Schriftsteller und Nobelpreisträger Miguel Ángel Asturias benannt. | Website            |      |

### Honduras
| Ort         | Opernhaus                      | Details | Offizielle Website | Bild |
| ----------- | ------------------------------ | --- | ------------------ | ---- |
| Tegucigalpa | Teatro Nacional Manuel Bonilla | Das Teatro Nacional Manuel Bonilla ist ein kulturelles Zentrum in Tegucigalpa, der Hauptstadt der Republik Honduras. | Website            |      |

### Kanada
| Ort       | Opernhaus                                   | Details | Offizielle Website | Bild |
| --------- | ------------------------------------------- | --- | ------------------ | --- |
| Calgary   | Calgary Opera                               | Die Calgary Opera ist eine kanadische Opernkompagnie mit Sitz in Calgary in der kanadischen Provinz Alberta. Das Unternehmen hat seinen Verwaltungssitz seit Juli 2005 im Mamdani Opera Center, einer 2700 Quadratmeter großen Einrichtung in der Wesley United Church. Das Unternehmen gibt seine Opernproduktionen im Southern Alberta Jubilee Auditorium. Während des Sommers präsentiert das Unternehmen die Opera in the Village, das einzige kanadische Outdoor-Sommerfestival. | Website            | Bild gesucht Der Benutzer Bernd Winnig wünscht sich an dieser Stelle ein Bild. Falls du dabei helfen möchtest, erklärt die Anleitung , wie das geht. |
| Calgary   | Southern Alberta Jubilee Auditorium         | Das Southern Alberta Jubilee Auditorium ist eine große Kunst-, Kultur- und Gemeinschaftseinrichtung in Calgary. Das Auditorium wurde 1955 gebaut, um den 50. Jahrestag von Alberta zu feiern. Es ist die Heimat der Calgary Opera und des Alberta Balletts. | Website            | |
| Edmonton  | Edmonton Opera                              | Die Edmonton Opera ist eine professionelle kanadische Opernkompagnie in Edmonton in der kanadischen Provinz Alberta. Sie tritt im Northern Alberta Jubilee Auditorium auf und hat ihr Büro im Winspear Center in der Innenstadt von Edmonton. In der Opernsaison 2013/14 feierte sie ihr 50-jähriges Bestehen. | Website            | Bild gesucht Der Benutzer Bernd Winnig wünscht sich an dieser Stelle ein Bild. Falls du dabei helfen möchtest, erklärt die Anleitung , wie das geht. |
| Edmonton  | Northern Alberta Jubilee Auditorium         | Das Northern Alberta Jubilee Auditorium ist eine Einrichtung für Kunst und Kultur mit einer Fläche von 110.000 m³ in Edmonton in der kanadischen Provinz Alberta. | Website            | Bild gesucht Der Benutzer Bernd Winnig wünscht sich an dieser Stelle ein Bild. Falls du dabei helfen möchtest, erklärt die Anleitung , wie das geht. |
| Hamilton  | Opera Hamilton                              | Die Opera Hamilton ist eine Opernkompagnie in Hamilton in der Provinz Ontario in Kanada. | Website            | Bild gesucht Der Benutzer Bernd Winnig wünscht sich an dieser Stelle ein Bild. Falls du dabei helfen möchtest, erklärt die Anleitung , wie das geht. |
| Kelowna   | Opera Kelowna                               | Die Opera Kelowna ist eine Opernkompagnie in Kelowna in British Columbia, Kanada. | Website            | Bild gesucht Der Benutzer Bernd Winnig wünscht sich an dieser Stelle ein Bild. Falls du dabei helfen möchtest, erklärt die Anleitung , wie das geht. |
| Montréal  | Chants Libres                               | Chants Libres ist eine Opernkompagnie im kanadischen Montréal. | Website            | Bild gesucht Der Benutzer Bernd Winnig wünscht sich an dieser Stelle ein Bild. Falls du dabei helfen möchtest, erklärt die Anleitung , wie das geht. |
| Montréal  | La Compagnie baroque Mont-Royal             | La Compagnie baroque Mont-Royal ist eine Opernkompagnie im kanadischen Montréal. | Website            | Bild gesucht Der Benutzer Bernd Winnig wünscht sich an dieser Stelle ein Bild. Falls du dabei helfen möchtest, erklärt die Anleitung , wie das geht. |
| Montréal  | Opéra de Montréal                           | Die Opéra de Montréal ist ein Opernensemble mit Sitz in der kanadischen Stadt Montreal. Die Aufführungen finden überwiegend im Kulturzentrum Place des Arts statt. Gegründet wurde das Opernensemble im Jahr 1980 durch das Kulturministerium der Provinz Québec. Es ersetzte die Opéra du Québec, die von 1971 bis 1975 existierte. Die Opéra de Montréal hat es sich zum Ziel gesetzt, insbesondere junge Sänger, Dirigenten, Regisseure und Bühnenbildner aus Québec zu fördern sowie in Ausbildung befindliche Sänger an ein größeres Publikum heranzuführen. Eine Besonderheit sind kurze Auftritte in Metrostationen. Als Hausorchester wechseln sich das Orchestre symphonique de Montréal und das Orchestre Métropolitain ab. | Website            | |
| Ottawa    | National Arts Centre                        | Das National Arts Centre oder NAC (französisch: Centre national des Arts) ist ein kanadisches Zentrum für darstellende Kunst in Ottawa, gelegen zwischen der Elgin Street und dem Rideau Canal. | Website            | |
| Ottawa    | Opera Lyra Ottawa                           | Die Opera Lyra Ottawa (OLO) war eine professionelle Opernkompagnie mit Sitz in Ottawa in der kanadischen Provinz Ontario. Sie wurde 1984 von der kanadischen Sopranistin Diana Gilchrist nach der Beendigung der jährlichen Sommeropernproduktionen des National Arts Centre gegründet. Das Unternehmen führte im National Arts Center vollständig in Szene gesetzte und konzertierte Opern mit französischen und englischen Übertiteln und Programme für junge Künstler auf. Zum 14. Oktober 2015 hat Opera Lyra Ottawa den Betrieb eingestellt. | Website            | Bild gesucht Der Benutzer Bernd Winnig wünscht sich an dieser Stelle ein Bild. Falls du dabei helfen möchtest, erklärt die Anleitung , wie das geht. |
| Québec    | Grand Théâtre de Québec                     | Das Grand Théâtre de Québec ist ein Kulturzentrum in der Stadt kanadischen Stadt Québec. Das Gebäude am Boulevard René-Lévesque besteht seit 1971 und dient als Aufführungsort von Musik- und Theaterdarbietungen. Die Leitung obliegt der Société du Grand Théâtre de Québec, deren Mitglieder von der Regierung der Provinz Québec ernannt werden. | Website            | |
| Québec    | Opéra de Québec                             | Die Opéra de Québec oder Opera of Quebec City ist eine 1983 gegründete kanadische Opernkompagnie, die mit der 1980 gegründeten Opéra de Montréal verwandt ist. Das Unternehmen hat keinen eigenen Veranstaltungsort, tritt jedoch im Grand Théâtre de Québec am 269 Boulevard René-Lévesque Est auf. | Website            | Bild gesucht Der Benutzer Bernd Winnig wünscht sich an dieser Stelle ein Bild. Falls du dabei helfen möchtest, erklärt die Anleitung , wie das geht. |
| Saskatoon | Saskatoon Opera                             | Die Saskatoon Opera ist eine Opernkompagnie in Saskatoon in der kanadischen Provinz Saskatchewan. | Website            | Bild gesucht Der Benutzer Bernd Winnig wünscht sich an dieser Stelle ein Bild. Falls du dabei helfen möchtest, erklärt die Anleitung , wie das geht. |
| Toronto   | Against the Grain Theatre                   | Das Against the Grain Theatre ist eine Opernkompagnie in Saskatoon in der kanadischen Provinz Saskatchewan. | Website            | Bild gesucht Der Benutzer Bernd Winnig wünscht sich an dieser Stelle ein Bild. Falls du dabei helfen möchtest, erklärt die Anleitung , wie das geht. |
| Toronto   | Canadian Children’s Opera Company           | Die Canadian Children’s Opera Company oder CCOC (früher bekannt als Canadian Children’s Opera Chorus) wurde 1968 von Ruby Mercer und Lloyd Bradshaw gegründet. Das Unternehmen besteht aus fünf Divisionen mit etwa 240 Jungen und Mädchen im Alter von 6 bis 19 Jahren. Der Hauptchor hat über 80 Chorsänger und ist als Kinderchor an Produktionen der Canadian Opera Company (COC) beteiligt. Die CCOC tritt mehrmals im Jahr auf. Neben COC-Produktionen treten sie mit dem Toronto Symphony Orchestra, Soundstreams Canada, der Hannaford Street Silver Band, dem Art of Time Ensemble und The Tenors sowie in ihren eigenen Shows auf.                                                                                          | Website            | Bild gesucht Der Benutzer Bernd Winnig wünscht sich an dieser Stelle ein Bild. Falls du dabei helfen möchtest, erklärt die Anleitung , wie das geht. |
| Toronto   | Canadian Opera Company                      | Die Canadian Opera Company (COC) ist eine Opernkompagnie in Toronto in der kanadischen Provinz Ontario. Es ist das größte Opernunternehmen in Kanada und einer der größten Opernproduzenten in Nordamerika. Die COC spielt in ihrem eigenen Opernhaus, dem Four Seasons Centre for the Performing Arts. | Website            | Bild gesucht Der Benutzer Bernd Winnig wünscht sich an dieser Stelle ein Bild. Falls du dabei helfen möchtest, erklärt die Anleitung , wie das geht. |
| Toronto   | Elgin and Winter Garden Theatre Centre      | Das Elgin and Winter Garden Theatre Centre in Toronto gehört zu den wenigen noch bestehenden nordamerikanischen Doppelstock-Theatern. Es ist das weltweit letzte noch betriebene Theater dieses Bautyps und wird auch zu den letzten Theaterbauten der Edwardischen Epoche gezählt. Das Theater wurde 1913 an der Yonge Street errichtet und hat eine wechselhafte Geschichte. Das heute denkmalgeschützte und sanierte Gebäude ist mittlerweile eine Touristenattraktion und ein wichtiger Veranstaltungsort der Kulturszene in Toronto. | Website            | |
| Toronto   | Four Seasons Centre for the Performing Arts | The Four Seasons Centre for the Performing Arts ist ein Theater mit 2.071 Sitzplätzen in Toronto, an der südöstlichen Ecke der University Avenue und der Queen Street West, gegenüber der Osgoode Hall. Es ist die Heimat der Canadian Opera Company (COC) und des National Ballet of Canada. Das modernistische Design des Gebäudes wurde von der kanadischen Firma Diamond und Schmitt Architects unter der Leitung von Jack Diamond entworfen. Es wurde 2006 fertiggestellt. | Website            | |
| Toronto   | Opera Atelier                               | Opera Atelier ist eine kanadische Barockopernkompagnie, die 1985 vom Ehepaar Marshall Pynkoski und Jeannette Lajeunesse Zingg in Toronto gegründet wurde. Das Unternehmen führt Opern aus dem 17. und 18. Jahrhundert auf, die im Elgin and Winter Garden Theatre Centre präsentiert werden. Opera Atelier präsentiert zwei Opern pro Jahr und ist zweijährlich international auf Tourneen. Sie verwenden historische Instrumente sowie Sets und Kostüme, die die Ästhetik der Epoche widerspiegeln. | Website            | Bild gesucht Der Benutzer Bernd Winnig wünscht sich an dieser Stelle ein Bild. Falls du dabei helfen möchtest, erklärt die Anleitung , wie das geht. |
| Toronto   | Opera In Concert                            | Die Opera In Concert ist eine Opernkompagnie mit Sitz in Toronto. | Website            | Bild gesucht Der Benutzer Bernd Winnig wünscht sich an dieser Stelle ein Bild. Falls du dabei helfen möchtest, erklärt die Anleitung , wie das geht. |
| Toronto   | Tapestry Opera                              | Die Tapestry Opera (ehemals Tapestry New Opera Works) ist eine kanadische Opernkompagnie mit Sitz in Toronto. Das Unternehmen wurde 1979 vom künstlerischen Leiter Wayne Strongman gegründet. | Website            | Bild gesucht Der Benutzer Bernd Winnig wünscht sich an dieser Stelle ein Bild. Falls du dabei helfen möchtest, erklärt die Anleitung , wie das geht. |
| Toronto   | Toronto City Opera                          | Die Toronto City Opera ist eine Opernkompagnie mit Sitz in Toronto. | Website            | Bild gesucht Der Benutzer Bernd Winnig wünscht sich an dieser Stelle ein Bild. Falls du dabei helfen möchtest, erklärt die Anleitung , wie das geht. |
| Toronto   | Toronto Operetta Theatre                    | Das Toronto Operetta Theatre ist eine Operettenkompagnie mit Sitz in Toronto. | Website            | Bild gesucht Der Benutzer Bernd Winnig wünscht sich an dieser Stelle ein Bild. Falls du dabei helfen möchtest, erklärt die Anleitung , wie das geht. |
| Vancouver | City Opera Vancouver                        | Die City Opera Vancouver ist ein professionelles Kammeropern-Ensemble im kanadischen Vancouver, das 2006 gegründet wurde. | Website            | Bild gesucht Der Benutzer Bernd Winnig wünscht sich an dieser Stelle ein Bild. Falls du dabei helfen möchtest, erklärt die Anleitung , wie das geht. |
| Vancouver | Opera di Concertisti e Meraviglie           | Die Opera di Concertisti e Meraviglie ist eine Opernkompagnie mit Sitz in Vancouver. | Website            | Bild gesucht Der Benutzer Bernd Winnig wünscht sich an dieser Stelle ein Bild. Falls du dabei helfen möchtest, erklärt die Anleitung , wie das geht. |
| Vancouver | Opera Pro Cantanti                          | Die Opera Pro Cantanti ist eine Opernkompagnie mit Sitz in Vancouver. | Website            | Bild gesucht Der Benutzer Bernd Winnig wünscht sich an dieser Stelle ein Bild. Falls du dabei helfen möchtest, erklärt die Anleitung , wie das geht. |
| Vancouver | Queen Elizabeth Theatre                     | Das Queen Elizabeth Theatre ist ein Veranstaltungsort für darstellende Künste in der Innenstadt von Vancouver in der Provinz British Columbia. Zusammen mit dem Orpheum Theatre, Vancouver Playhouse und dem Annex ist es eine von vier Einrichtungen, die vom Vancouver Civic Theatre Department betrieben werden Das Theater ist nach der ehemaligen kanadischen Monarchin Königin Elizabeth II. benannt. Das Gebäude verfügt über zwei Veranstaltungsorte: das Hauptauditorium mit 2.765 Sitzplätzen und das Playhouse Theatre mit 668 Sitzplätzen. | Website            | |
| Vancouver | Vancouver Concert Opera Co-Operative        | Die Vancouver Concert Opera Co-Operative (VanCOCO) ist eine Opernkompagnie mit Sitz in Vancouver. | Website            | Bild gesucht Der Benutzer Bernd Winnig wünscht sich an dieser Stelle ein Bild. Falls du dabei helfen möchtest, erklärt die Anleitung , wie das geht. |
| Vancouver | Vancouver Opera                             | Die Vancouver Opera ist die zweitgrößte Organisation für darstellende Kunst in British Columbia und das größte Opernhaus in Westkanada. Seine Mainstage-Aufführungen finden im Queen Elizabeth Theatre, an anderen Orten in Vancouver und gelegentlich auch an anderen Orten in British Columbia statt. In Vancouver Opera gibt es eines von nur zwei professionellen Opernorchestern in Kanada (das andere ist die Canadian Opera Company in Toronto). | Website            | |
| Victoria  | Pacific Opera Victoria                      | Die Pacific Opera Victoria (POV) hat ihren Sitz in Victoria in der Provinz British Columbia. Im Victoria Royal Theatre werden pro Saison drei vollständige Produktionen aufgeführt, die von Mitgliedern des Victoria Symphony Orchestra begleitet werden. Die Pacific Opera Victoria (POV) wurde 1980 gegründet und bietet ein breites Repertoire, das vom Standardkanon bis zu neuen Aufführungen reicht. | Website            | Bild gesucht Der Benutzer Bernd Winnig wünscht sich an dieser Stelle ein Bild. Falls du dabei helfen möchtest, erklärt die Anleitung , wie das geht. |
| Winnipeg  | Manitoba Opera                              | Die Manitoba Opera ist eine Opernkompagnie in Winnipeg in der kanadischen Provinz Manitoba, die 1969 gegründet wurde. Ihre erste Produktion war eine Konzertversion von Giuseppe Verdis Il trovatore im Jahr 1972. | Website            | Bild gesucht Der Benutzer Bernd Winnig wünscht sich an dieser Stelle ein Bild. Falls du dabei helfen möchtest, erklärt die Anleitung , wie das geht. |

### Kuba
| Ort      | Opernhaus                      | Details | Offizielle Website | Bild |
| -------- | ------------------------------ | --- | ------------------ | --- |
| Havanna  | Gran Teatro de la Habana       | Das Gran Teatro de la Habana ist ein Opernhaus, das heute die Heimstätte des Ballet Nacional de Cuba und des Opernensemble des Teatro Lírico Nacional de Cuba ist. Es befindet sich in unmittelbarer Nähe des Kapitols von Havanna am Paseo del Prado. | Website            | |
| Havanna  | Teatro Lírico Nacional de Cuba | Das Teatro Lírico Nacional de Cuba ist eine Theaterhaus in Havanna. Das Theater widmet sich der Aufführung lyrischer Kunst, der Oper, der Operette, der Zarzuela, der Konzertmusik sowie der vokalen sinfonischen Musik.                               | Website            | Bild gesucht Der Benutzer Bernd Winnig wünscht sich an dieser Stelle ein Bild. Falls du dabei helfen möchtest, erklärt die Anleitung , wie das geht. |
| Matanzas | Teatro Sauto                   | Das Sauto Theater ist ein Theaterhaus im kubanischen Matanzas. Es wurde 1863 eröffnet und ist seitdem ein Symbol der Stadt. Das U-förmige Theater mit 775 Sitzplätzen ist fast vollständig mit Holz verkleidet.                                        |                    | |

### Mexiko
| Ort            | Opernhaus                  | Details | Offizielle Website | Bild |
| -------------- | -------------------------- | --- | ------------------ | --- |
| Aguascalientes | Teatro Aguascalientes      | Das Teatro Aguascalientes oder Aguascalientes Opera House ist das Haupttheater der Stadt Aguascalientes im mexikanischen Bundesstaat Aguascalientes. Das moderne Gebäude ist das Werk des Architekten Abraham Zabludowsky. Es verfügt über eine majestätische Bühne und eine Kapazität von 1650 Zuschauern. Das Theater öffnete am 16. August 1991 seine Türen für die Öffentlichkeit mit der Aufführung einer Operette. Das Opernhaus beherbergt auch klassische Musikkonzerte, Unterhaltungsmusik, Theaterstücke, Ballett und andere Shows.                               | Website            | Bild gesucht Der Benutzer Bernd Winnig wünscht sich an dieser Stelle ein Bild. Falls du dabei helfen möchtest, erklärt die Anleitung , wie das geht. |
| Guadalajara    | Teatro Degollado           | Das Teatro Degollado ist das Theatergebäude der Stadt Guadalajara in der mexikanischen Provinz Jalisco. Es befindet sich im Stadtzentrum an der Plaza de la Liberacion und wurde am 13. September 1866 mit der Aufführung der Oper Lucia di Lammermoor von Gaetano Donizetti eingeweiht. Der Bau ist vor allem durch seinen neoklassizistischen Portikus mit dreieckigem Giebel geprägt und korinthischen Säulen. Im Innern sind Malereien von Jacobo Gálvez y Gerardo Suárez aus dem Jahr 1861 zu sehen. Zum Repertoire gehören sowohl klassische als auch moderne Stücke. |                    | Bild gesucht Der Benutzer Bernd Winnig wünscht sich an dieser Stelle ein Bild. Falls du dabei helfen möchtest, erklärt die Anleitung , wie das geht. |
| Mérida         | Teatro José Peón Contreras | Das Teatro José Peón Contreras in der Stadt Mérida in Yucatán ist eines der wichtigsten Operntheater Mexikos. Es ist auch die älteste Theaterbühne in Mérida, die am 27. Dezember 1878 auf Initiative der Wochenzeitungen Yucateco und Revista de Mérida ihren Namen erhielt. | Website            | |
| Mexiko-Stadt   | Palacio de Bellas Artes    | Der Palacio de Bellas Artes (deutsch: Palast der Schönen Künste) ist die wichtigste kulturelle Einrichtung Mexikos. Der Palast befindet sich im Historischen Zentrum Mexiko-Stadts. Das monumentale Gebäude gilt als das höchste und wichtigste Kulturhaus Mexikos, das sowohl dem Theater, dem Tanz, der Musik und Oper, den visuellen Künsten, der Literatur und der Architektur geweiht ist. Die UNESCO erklärte das Bauwerk deswegen 1987 zum Kunstmonument. | Website            | |

### Panama
| Ort          | Opernhaus                 | Details | Offizielle Website | Bild |
| ------------ | ------------------------- | --- | ------------------ | ---- |
| Panama-Stadt | Teatro Nacional de Panamá | Das Teatro Nacional de Panamá befindet sich in der Altstadt von Panama, in der Nähe der Kirche San Francisco und der Plaza Bolivar. Das Theater wurde vom italienischen Architekten Genaro Ruggieri im Stil italienischer Operetten entworfen und am 1. Oktober 1908 eröffnet. |                    |      |

### Vereinigte Staaten
| Ort                         | Opernhaus                                             | Details | Offizielle Website | Bild |
| --------------------------- | ----------------------------------------------------- | --- | ------------------ | --- |
| Abilene                     | Abilene Opera Association                             | Die Abilene Opera Association ist eine Opernkompagnie mit Sitz in Abilene im US-amerikanischen Bundesstaat Texas. | Website            | Bild gesucht Der Benutzer Bernd Winnig wünscht sich an dieser Stelle ein Bild. Falls du dabei helfen möchtest, erklärt die Anleitung , wie das geht. |
| Albany                      | Capitol Opera Albany-Saratoga                         | Die Capitol Opera Albany-Saratoga ist eine Opernkompagnie mit Sitz in Albany im US-amerikanischen Bundesstaat New York. | Website            | Bild gesucht Der Benutzer Bernd Winnig wünscht sich an dieser Stelle ein Bild. Falls du dabei helfen möchtest, erklärt die Anleitung , wie das geht. |
| Albuquerque                 | Opera Southwest                                       | Die Opera Southwest, früher: Albuquerque Opera Theatre, ist ein Opernhaus in Albuquerque, New Mexico, gegründet 1972. Neben klassischem Opernrepertoire bringt die Institution zahlreiche neue Opern von Komponisten aus New Mexico zur Uraufführung und hat 2014 weltweites Aufmerksamkeit mit der Wiederentdeckung der 143 Jahre verschollenen Oper Amleto von Arrigo Boito und Franco Faccio erreicht. | Website            | Bild gesucht Der Benutzer Bernd Winnig wünscht sich an dieser Stelle ein Bild. Falls du dabei helfen möchtest, erklärt die Anleitung , wie das geht. |
| Alexandria (Louisiana)      | Rapides Opera House                                   | Das Rapides Opera House befindet sich in Alexandria im US-amerikanischen Bundesstaat Louisiana. Es ist ein romanisches Gebäude, das von Favrot & Livaudaisand im Jahr 1903 erbaut wurde. |                    | Bild gesucht Der Benutzer Bernd Winnig wünscht sich an dieser Stelle ein Bild. Falls du dabei helfen möchtest, erklärt die Anleitung , wie das geht. |
| Alexandria (Virginia)       | Capital City Opera                                    | Die Capital City Opera ist eine Opernkompagnie mit Sitz in Alexandria im US-amerikanischen Bundesstaat Virginia. | Website            | Bild gesucht Der Benutzer Bernd Winnig wünscht sich an dieser Stelle ein Bild. Falls du dabei helfen möchtest, erklärt die Anleitung , wie das geht. |
| Amarillo                    | Amarillo Opera                                        | Die Amarillo Opera ist eine Opernkompagnie mit Sitz in Amarillo im US-amerikanischen Bundesstaat Texas. | Website            | Bild gesucht Der Benutzer Bernd Winnig wünscht sich an dieser Stelle ein Bild. Falls du dabei helfen möchtest, erklärt die Anleitung , wie das geht. |
| Anchorage                   | Anchorage Opera                                       | Die Anchorage Opera (AO) ist eine professionelle Opernkompagnie mit Sitz in Anchorage im US-amerikanischen Bundesstaat Alaska. | Website            | Bild gesucht Der Benutzer Bernd Winnig wünscht sich an dieser Stelle ein Bild. Falls du dabei helfen möchtest, erklärt die Anleitung , wie das geht. |
| Annapolis                   | Annapolis Opera                                       | Die Annapolis Opera ist eine Opernkompagnie mit Sitz in Annapolis im US-amerikanischen Bundesstaat Maryland. | Website            | Bild gesucht Der Benutzer Bernd Winnig wünscht sich an dieser Stelle ein Bild. Falls du dabei helfen möchtest, erklärt die Anleitung , wie das geht. |
| Asheville                   | Asheville Lyric Opera                                 | Die Asheville Lyric Opera (ALO) ist ein professionelles, nicht gewinnorientiertes Opernunternehmen mit Sitz in Asheville im US-amerikanischen Bundesstaat North Carolina. Gründer David Craig Starkey war bis 2016 Generaldirektor und künstlerischer Leiter. Das 1991 erbaute Diana Wortham Theatre mit 500 Sitzplätzen ist seit 2001 der Sitz des Unternehmens. | Website            | Bild gesucht Der Benutzer Bernd Winnig wünscht sich an dieser Stelle ein Bild. Falls du dabei helfen möchtest, erklärt die Anleitung , wie das geht. |
| Asheville                   | Diana Wortham Theatre                                 | Das Diana Wortham Theatre ist ein Theaterhaus in Asheville im US-amerikanischen Bundesstaat North Carolina. | Website            | Bild gesucht Der Benutzer Bernd Winnig wünscht sich an dieser Stelle ein Bild. Falls du dabei helfen möchtest, erklärt die Anleitung , wie das geht. |
| Atlanta                     | Atlanta Opera                                         | Die Atlanta Opera ist ein Opernhaus der Metropolregion Atlanta, gegründet im Jahr 1979. Seit 2007 bespielt sie zusammen mit dem Atlanta Ballet das neue Cobb Energy Performing Arts Centre und gilt als das bedeutendste Opernhaus des amerikanischen Südostens. | Website            | Bild gesucht Der Benutzer Bernd Winnig wünscht sich an dieser Stelle ein Bild. Falls du dabei helfen möchtest, erklärt die Anleitung , wie das geht. |
| Atlanta                     | Cobb Energy Performing Arts Centre                    | Das Cobb Energy Performing Arts Centre ist ein Veranstaltungsort für darstellende Künste in der Randstadt Cumberland / Galleria, nordwestlich von Atlanta. Die 145 Millionen Dollar teure Einrichtung wurde am 15. September 2007 mit einem Konzert mit den Künstlern Michael Feinstein und Linda Eder feierlich eröffnet. | Website            | |
| Augusta                     | Augusta Opera                                         | Die Augusta Opera war eine Opernkompagnie mit Sitz in Augusta im US-amerikanischen Bundesstaat Georgia. | Website            | Bild gesucht Der Benutzer Bernd Winnig wünscht sich an dieser Stelle ein Bild. Falls du dabei helfen möchtest, erklärt die Anleitung , wie das geht. |
| Austin                      | Austin Opera                                          | Die Austin Opera, früher bekannt als Austin Lyric Opera, ist ein in Austin, Texas, ansässiges Opernhaus. Das Unternehmen wurde 1986 gegründet. | Website            | Bild gesucht Der Benutzer Bernd Winnig wünscht sich an dieser Stelle ein Bild. Falls du dabei helfen möchtest, erklärt die Anleitung , wie das geht. |
| Baltimore                   | Baltimore Concert Opera                               | Die Baltimore Concert Opera ist eine Opernkompagnie mit Sitz in Baltimore im US-amerikanischen Bundesstaat Maryland. | Website            | Bild gesucht Der Benutzer Bernd Winnig wünscht sich an dieser Stelle ein Bild. Falls du dabei helfen möchtest, erklärt die Anleitung , wie das geht. |
| Baltimore                   | Baltimore Opera Company                               | Die Baltimore Opera Company (BOC) war eine im Lyric Opera House ansässige Opernfirma in Baltimore im US-amerikanischen Bundesstaat Maryland, die 2008 Insolvenz angemeldet hat. | Website            | Bild gesucht Der Benutzer Bernd Winnig wünscht sich an dieser Stelle ein Bild. Falls du dabei helfen möchtest, erklärt die Anleitung , wie das geht. |
| Baltimore                   | Lyric Opera Baltimore                                 | Die Lyric Opera Baltimore ist eine US-amerikanische Opernkompagnie mit Sitz in Baltimore im US-amerikanischen Bundesstaat Maryland. Die Gruppe trat ihre Eröffnungssaison 2011 an und brachte Opernaufführungen zurück in das Modell Performing Arts Center in der Mount Royal Avenue, nachdem die Baltimore Opera Company 2008 Insolvenz anmelden musste. |                    | Bild gesucht Der Benutzer Bernd Winnig wünscht sich an dieser Stelle ein Bild. Falls du dabei helfen möchtest, erklärt die Anleitung , wie das geht. |
| Baltimore                   | Modell Performing Arts Center                         | Das Modell Performing Arts Center (ursprünglich The Music Hall und früher das Lyric Opera House) ist ein Zentrum für darstellende Kunst in Baltimore im US-amerikanischen Bundesstaat Maryland, in der Nähe der University of Baltimore. Das Gebäude wurde dem Concertgebouw-Konzerthaus in Amsterdam nachempfunden und am 31. Oktober 1894 mit einer Aufführung des Boston Symphony Orchestra und der australischen Opernsängerin Nellie Melba als Solistin eingeweiht. Ab 1904 wurde es auch für Tournee-Auftritte der Metropolitan Opera verwendet. Ab 1950 war es die Heimat der Baltimore Opera Company, bis 2009 die Liquidation des Unternehmens erfolgte. | Website            | |
| Basking Ridge               | Light Opera of New Jersey                             | Die Light Opera of New Jersey ist eine Opernkompagnie mit Sitz in Basking Ridge im US-amerikanischen Bundesstaat New Jersey. | Website            | Bild gesucht Der Benutzer Bernd Winnig wünscht sich an dieser Stelle ein Bild. Falls du dabei helfen möchtest, erklärt die Anleitung , wie das geht. |
| Baton Rouge                 | Raising Cane’s River Center                           | Das Raising Cane's River Center (ursprünglich als Riverside Centroplex und später als Baton Rouge River Center bezeichnet) ist ein Kultur- und Unterhaltungszentrum in der Innenstadt von Baton Rouge im US-amerikanischen Bundesstaat Louisiana. Der 1977 eröffnete Komplex umfasst eine Arena, einen Ballsaal, ein Ausstellungszentrum, ein Theater und eine Bibliothek. Der Veranstaltungsort beherbergt jährlich über 500 Veranstaltungen. | Website            | Bild gesucht Der Benutzer Bernd Winnig wünscht sich an dieser Stelle ein Bild. Falls du dabei helfen möchtest, erklärt die Anleitung , wie das geht. |
| Baton Rouge                 | Opéra Louisiane                                       | Die Opéra Louisiane ist eine Opernkompagnie mit Sitz in Baton Rouge im US-amerikanischen Bundesstaat Louisiana. | Website            | Bild gesucht Der Benutzer Bernd Winnig wünscht sich an dieser Stelle ein Bild. Falls du dabei helfen möchtest, erklärt die Anleitung , wie das geht. |
| Bend                        | Opera Bend                                            | Die Opera Bend ist eine Opernkompagnie mit Sitz in Bend im US-amerikanischen Bundesstaat Oregon. | Website            | Bild gesucht Der Benutzer Bernd Winnig wünscht sich an dieser Stelle ein Bild. Falls du dabei helfen möchtest, erklärt die Anleitung , wie das geht. |
| Bentonville                 | Ozark Family Opera Company                            | Die Ozark Family Opera Company ist eine Opernkompagnie mit Sitz in Bentonville im US-amerikanischen Bundesstaat Arkansas. | Website            | Bild gesucht Der Benutzer Bernd Winnig wünscht sich an dieser Stelle ein Bild. Falls du dabei helfen möchtest, erklärt die Anleitung , wie das geht. |
| Berkeley                    | Berkeley Chamber Opera                                | Die Berkeley Chamber Opera ist eine Opernkompagnie mit Sitz in Berkeley im US-amerikanischen Bundesstaat Kalifornien. | Website            | Bild gesucht Der Benutzer Bernd Winnig wünscht sich an dieser Stelle ein Bild. Falls du dabei helfen möchtest, erklärt die Anleitung , wie das geht. |
| Berkeley                    | West Edge Opera                                       | Die West Edge Opera ist eine Opernkompagnie mit Sitz in Berkeley im US-amerikanischen Bundesstaat Kalifornien. | Website            | Bild gesucht Der Benutzer Bernd Winnig wünscht sich an dieser Stelle ein Bild. Falls du dabei helfen möchtest, erklärt die Anleitung , wie das geht. |
| Bethesda                    | Opera International                                   | Die Opera International ist eine Opernkompagnie mit Sitz in Bethesda im US-amerikanischen Bundesstaat Maryland. | Website            | Bild gesucht Der Benutzer Bernd Winnig wünscht sich an dieser Stelle ein Bild. Falls du dabei helfen möchtest, erklärt die Anleitung , wie das geht. |
| Billings                    | Rimrock Opera                                         | Die Rimrock Opera ist eine Opernkompagnie mit Sitz in Billings im US-amerikanischen Bundesstaat Montana. | Website            | Bild gesucht Der Benutzer Bernd Winnig wünscht sich an dieser Stelle ein Bild. Falls du dabei helfen möchtest, erklärt die Anleitung , wie das geht. |
| Binghamton                  | Tri-Cities Opera Company                              | Die Tri-Cities Opera Company (allgemein bekannt als TCO), die 1949 von Peyton Hibbitt und Carmen Savoca in Binghamton im US-Bundesstaat New York gegründet wurde, bietet jährlich drei große Opern pro Saison in den Herbst- und Wintermonaten. | Website            | Bild gesucht Der Benutzer Bernd Winnig wünscht sich an dieser Stelle ein Bild. Falls du dabei helfen möchtest, erklärt die Anleitung , wie das geht. |
| Birmingham                  | Opera Birmingham                                      | Die Opera Birmingham ist eine Opernkompagnie mit Sitz in Birmingham im US-amerikanischen Bundesstaat Alabama. | Website            | Bild gesucht Der Benutzer Bernd Winnig wünscht sich an dieser Stelle ein Bild. Falls du dabei helfen möchtest, erklärt die Anleitung , wie das geht. |
| Bloomington                 | Jacobs School of Music Opera and Ballet Theater       | Das Jacobs School of Music Opera and Ballet Theater ist eine Opernkompagnie mit Sitz in Bloomington im US-amerikanischen Bundesstaat Indiana. | Website            | Bild gesucht Der Benutzer Bernd Winnig wünscht sich an dieser Stelle ein Bild. Falls du dabei helfen möchtest, erklärt die Anleitung , wie das geht. |
| Boise                       | Opera Idaho                                           | Die Opera Idaho ist eine Opernkompagnie mit Sitz in Boise im US-amerikanischen Bundesstaat Idaho. | Website            | Bild gesucht Der Benutzer Bernd Winnig wünscht sich an dieser Stelle ein Bild. Falls du dabei helfen möchtest, erklärt die Anleitung , wie das geht. |
| Boston                      | Boston Lyric Opera                                    | Die Boston Lyric Opera (BLO) ist eine US-amerikanische Oper in Boston, Massachusetts. Sie wurde 1976 gegründet. Die Spielzeit der BLO besteht aus jeweils drei großen Opern mit Chor und Orchester, präsentiert im Shubert Theatre in Boston und einer einstündigen, englischsprachigen Kurzfassung einer populären Oper für Schulkinder und Familie, die dann durch ganz Neuengland tourt. Die Oper wird gefördert mit Mitteln des Massachusetts Cultural Council. Sie ist bekannt dafür, dass sie neben den beliebten Werken auch Raritäten insbesondere der amerikanischen Opernliteratur vorstellt, beispielsweise Leonard Bernsteins Trouble in Tahiti. | Website            | |
| Boston                      | Boston Metro Opera                                    | Die Boston Metro Opera ist eine US-amerikanische Opernkompagnie mit Sitz in Boston, Massachusetts, die 2015 ihren Betrieb eingestellt hat. | Website            | Bild gesucht Der Benutzer Bernd Winnig wünscht sich an dieser Stelle ein Bild. Falls du dabei helfen möchtest, erklärt die Anleitung , wie das geht. |
| Boston                      | Boston Opera Collaborative                            | Die Boston Opera Collaborative ist eine Opernkompagnie mit Sitz in Boston im US-amerikanischen Bundesstaat Massachusetts. | Website            | Bild gesucht Der Benutzer Bernd Winnig wünscht sich an dieser Stelle ein Bild. Falls du dabei helfen möchtest, erklärt die Anleitung , wie das geht. |
| Boston                      | Boston Opera House (1909)                             | Das Boston Opera House von 1909 war ein Opernhaus in der Huntington Avenue in Boston im US-amerikanischen Bundesstaat Massachusetts. Es wurde 1909 als Sitz der Boston Opera Company eröffnet und 1958 nach jahrelangem Leerstand abgerissen. Heute steht dort die Speare Hall, ein Studentenwohnheim der Northeastern University. |                    | |
| Boston                      | Boston Opera House (1980)                             | Das Boston Opera House ist ein Veranstaltungsort für darstellende Kunst in der 539 Washington Street in Boston, Massachusetts. Ursprünglich als Filmpalast erbaut, wurde es am 29. Oktober 1928 eröffnet und 1980 als Wohnsitz der Opera Company of Boston neu eingeweiht. Das Theater wurde 2004 komplett restauriert und dient derzeit als Heimat des Boston Ballet. Außerdem werden hier Broadway-Shows gezeigt. |                    | |
| Boston                      | Guerilla Opera (Boston)                               | Die Guerilla Opera ist eine 2007 gegründete Opernkompagnie in Boston, Massachusetts, die auf zeitgenössische Kammeropern spezialisiert ist. Spielstätte der Guerilla Opera ist das Zack Box Theatre des Boston Conservatory. | Website            | Bild gesucht Der Benutzer Bernd Winnig wünscht sich an dieser Stelle ein Bild. Falls du dabei helfen möchtest, erklärt die Anleitung , wie das geht. |
| Boston                      | Odyssey Opera                                         | Die Odyssey Opera ist eine Opernkompagnie mit Sitz in Boston im US-amerikanischen Bundesstaat Massachusetts. | Website            | Bild gesucht Der Benutzer Bernd Winnig wünscht sich an dieser Stelle ein Bild. Falls du dabei helfen möchtest, erklärt die Anleitung , wie das geht. |
| Boston                      | OperaHub (Boston)                                     | OperaHub ist eine Opernkompagnie mit Sitz in Boston im US-amerikanischen Bundesstaat Massachusetts. | Website            | Bild gesucht Der Benutzer Bernd Winnig wünscht sich an dieser Stelle ein Bild. Falls du dabei helfen möchtest, erklärt die Anleitung , wie das geht. |
| Boston                      | Opera Company of Boston                               | Die Opera Company of Boston war eine amerikanische Opernkompagnie mit Sitz in Boston, Massachusetts, die von den späten 1950er bis in die 1980er Jahre tätig war. Das Unternehmen wurde 1958 von der amerikanischen Dirigentin Sarah Caldwellin unter dem Namen Boston Opera Group gegründet. |                    | Bild gesucht Der Benutzer Bernd Winnig wünscht sich an dieser Stelle ein Bild. Falls du dabei helfen möchtest, erklärt die Anleitung , wie das geht. |
| Boston                      | San Carlo Opera Company                               | Die San Carlo Opera Company wurde 1904 vom Impresario Henry Russell gegründet, zunächst als Tournee-Arm des Teatro San Carlo von Neapel, Italien. Die Kompagnie wurde bald zu einer eigenen Institution und tourte im Herbst 1905 an die Royal Opera in London und Anfang 1906 nach Boston. Die Gruppe blieb in Boston ansässig und tourte von 1906 bis 1909 mit italienischen Opern hauptsächlich durch die Vereinigten Staaten, zusätzlich zu den Auftritten in Boston. Mit der Eröffnung des Boston Opera House im Jahr 1909 wurde die Kompagnie im Wesentlichen von der neu gegründeten Boston Opera Company unter der Führung von Russell übernommen und hörte damit auf zu existieren. |                    | Bild gesucht Der Benutzer Bernd Winnig wünscht sich an dieser Stelle ein Bild. Falls du dabei helfen möchtest, erklärt die Anleitung , wie das geht. |
| Boston                      | Shubert Theatre (Boston)                              | Das Shubert Theatre ist ein Theaterhaus in Boston im US-amerikanischen Bundesstaat Massachusetts. |                    | |
| Boulder                     | Boulder Opera Company                                 | Die Boulder Opera Company ist eine Opernkompagnie mit Sitz in Boulder, im US-amerikanischen Bundesstaat Colorado. | Website            | Bild gesucht Der Benutzer Bernd Winnig wünscht sich an dieser Stelle ein Bild. Falls du dabei helfen möchtest, erklärt die Anleitung , wie das geht. |
| Bozeman                     | Intermountain Opera                                   | Die Intermountain Opera ist eine Opernkompagnie mit Sitz in Bozeman, im US-amerikanischen Bundesstaat Montana. | Website            | Bild gesucht Der Benutzer Bernd Winnig wünscht sich an dieser Stelle ein Bild. Falls du dabei helfen möchtest, erklärt die Anleitung , wie das geht. |
| Brighton (Massachusetts)    | Mass Opera                                            | Die Mass Opera (ehemals MetroWest Opera) ist eine Opernkompagnie mit Sitz in Brighton, im US-amerikanischen Bundesstaat Massachusetts. | Website            | Bild gesucht Der Benutzer Bernd Winnig wünscht sich an dieser Stelle ein Bild. Falls du dabei helfen möchtest, erklärt die Anleitung , wie das geht. |
| Buffalo                     | Nickel City Opera                                     | Die Nickel City Opera ist ein Opernhaus in Buffalo, New York. Sie wurde im Jahr 2004 von Valerian Ruminski gegründet. Die NCO arbeitet mit dem Buffalo Philharmonic Orchestra zusammen | Website            | Bild gesucht Der Benutzer Bernd Winnig wünscht sich an dieser Stelle ein Bild. Falls du dabei helfen möchtest, erklärt die Anleitung , wie das geht. |
| Cambridge                   | Lowell House Opera                                    | Die Lowell House Opera ist eine Opernkompagnie mit Sitz in Cambridge, im US-amerikanischen Bundesstaat Massachusetts. Sie ist die älteste, immer noch aufführende Opernkompagnie in Neuengland. | Website            | Bild gesucht Der Benutzer Bernd Winnig wünscht sich an dieser Stelle ein Bild. Falls du dabei helfen möchtest, erklärt die Anleitung , wie das geht. |
| Cambridge (New York)        | Hubbard Hall                                          | Die Hubbard Hall ist ein viktorianisches Opernhaus und Kulturzentrum in Cambridge, im US-amerikanischen Bundesstaat New York. Sie wird von der Non-Profit-Organisation Hubbard Hall Projects betrieben. | Website            | Bild gesucht Der Benutzer Bernd Winnig wünscht sich an dieser Stelle ein Bild. Falls du dabei helfen möchtest, erklärt die Anleitung , wie das geht. |
| Cambridge (New York)        | Hubbard Hall Opera Theater                            | Das Hubbard Hall Opera Theater (HHOT) ist eine Opernkompagnie mit Sitz in Cambridge, im US-amerikanischen Bundesstaat New York. Sie wurde 2008 von Alexina Jones gegründet. HHOT präsentiert Opernaufführungen von klassisch ausgebildeten Sängern und Instrumentalisten in New England und im Bundesstaat New York. | Website            | |
| Canandaigua                 | Finger Lakes Opera                                    | Die Finger Lakes Opera ist eine Opernkompagnie mit Sitz in Canandaigua, im US-amerikanischen Bundesstaat New York. | Website            | Bild gesucht Der Benutzer Bernd Winnig wünscht sich an dieser Stelle ein Bild. Falls du dabei helfen möchtest, erklärt die Anleitung , wie das geht. |
| Cedar Rapids                | Cedar Rapids Opera Theatre                            | Das Cedar Rapids Opera Theatre ist eine Opernkompagnie mit Sitz in Cedar Rapids, im US-amerikanischen Bundesstaat Iowa. | Website            | Bild gesucht Der Benutzer Bernd Winnig wünscht sich an dieser Stelle ein Bild. Falls du dabei helfen möchtest, erklärt die Anleitung , wie das geht. |
| Central City (Colorado)     | Central City Opera                                    | Die Central City Opera ist die fünftälteste Opernkompagnie in den Vereinigten Staaten und wurde 1932 von Julie Penrose und Anne Evans gegründet. Jedes Festival wird im historischen Central City Opera House mit 550 Sitzplätzen präsentiert, das 1878 in Central City, im US-amerikanischen Bundesstaat Colorado, errichtet wurde. | Website            | |
| Central City (Colorado)     | Central City Opera House                              | Das Central City Opera House ist ein Opernhaus in Central City, im US-amerikanischen Bundesstaat Colorado. | Website            | |
| Charlotte                   | Opera Carolina                                        | Die Opera Carolina ist eine professionelle Opernkompagnie in Charlotte, im US-amerikanischen Bundesstaat North Carolina. Das 1948 vom Charlotte Music Club als Charlotte Opera Association gegründete Unternehmen wurde nach seiner Fusion mit der North Carolina Opera 1986 in Opera Carolina umbenannt. | Website            | Bild gesucht Der Benutzer Bernd Winnig wünscht sich an dieser Stelle ein Bild. Falls du dabei helfen möchtest, erklärt die Anleitung , wie das geht. |
| Charleston (South Carolina) | Opera Charleston                                      | Die Opera Charleston ist eine Opernkompagnie in Charleston, im US-amerikanischen Bundesstaat South Carolina. | Website            | Bild gesucht Der Benutzer Bernd Winnig wünscht sich an dieser Stelle ein Bild. Falls du dabei helfen möchtest, erklärt die Anleitung , wie das geht. |
| Charlottesville             | Charlottesville Opera                                 | Die Charlottesville Opera ist eine Opernkompagnie in Charlottesville, im US-amerikanischen Bundesstaat Virginia. | Website            | Bild gesucht Der Benutzer Bernd Winnig wünscht sich an dieser Stelle ein Bild. Falls du dabei helfen möchtest, erklärt die Anleitung , wie das geht. |
| Charlottesville             | Victory Hall Opera                                    | Die Victory Hall Opera ist eine Opernkompagnie in Charlottesville, im US-amerikanischen Bundesstaat Virginia. | Website            | Bild gesucht Der Benutzer Bernd Winnig wünscht sich an dieser Stelle ein Bild. Falls du dabei helfen möchtest, erklärt die Anleitung , wie das geht. |
| Chattanooga                 | Chattanooga Symphony and Opera                        | Die Chattanooga Symphony and Opera, auch bekannt als CSO, ist ein Sinfonieorchester und eine Opernkompagnie in Chattanooga, im US-amerikanischen Bundesstaat Tennessee. Zum Zeitpunkt der Fusion im Jahr 1985 war sie die einzige derartige kombinierte Organisation in den Vereinigten Staaten. | Website            | Bild gesucht Der Benutzer Bernd Winnig wünscht sich an dieser Stelle ein Bild. Falls du dabei helfen möchtest, erklärt die Anleitung , wie das geht. |
| Chautauqua (New York)       | Chautauqua Opera                                      | Die Chautauqua Opera ist die Sommeroper der Chautauqua Institution, mit Sitz in Chautauqua, im US-amerikanischen Bundesstaat New York. Es ist eine der ältesten kontinuierlich aktiven Sommeropern-Kompagnien in den Vereinigten Staaten, die 1929 als Chautauqua Opera Association gegründet wurde und seitdem jedes Jahr mehrere Opern während der neunwöchigen Sommersaison der Institution produziert. Im Allgemeinen werden Opernaufführungen in der Norton Memorial Hall in englischer Sprache aufgeführt, in der Regel montags und freitags abends während der gesamten Saison. In letzter Zeit wurde die Chautauqua Opera jedoch zunehmend im Amphitheater von Chautauqua aufgeführt. | Website            | Bild gesucht Der Benutzer Bernd Winnig wünscht sich an dieser Stelle ein Bild. Falls du dabei helfen möchtest, erklärt die Anleitung , wie das geht. |
| Chautauqua (New York)       | Norton Memorial Hall                                  | Die Norton Memorial Hall ist ein Veranstaltungsgebäude in Chautauqua, im US-amerikanischen Bundesstaat New York. |                    | |
| Chicago                     | Chicago Opera Theater                                 | Das Chicago Opera Theater (COT) ist eine US-amerikanische Opernkompagnie mit Sitz in Chicago, im US-Bundesstaat Illinois. COT war am Harris Theater for Music and Dance am Millennium Park in Chicago ansässig und befindet sich derzeit im neu renovierten Studebaker Theatre im historischen Fine Arts Building. Neben den Produktionen ausgewählter Opern aus dem Kernrepertoire der Oper konzentriert sich COT vor allem auf amerikanische Komponisten und Interpreten. Alan Stone gründete das Unternehmen 1974 als Chicago Opera Studio. | Website            | Bild gesucht Der Benutzer Bernd Winnig wünscht sich an dieser Stelle ein Bild. Falls du dabei helfen möchtest, erklärt die Anleitung , wie das geht. |
| Chicago                     | Civic Opera House                                     | Das Civic Opera House ist ein Opernhaus am 20 North Wacker Drive in Chicago, im US-Bundesstaat Illinois. Es ist Teil eines Gebäudes, das einen 45-stöckigen Büroturm und zwei Flügel mit 22 Stockwerken enthält, die als Civic Opera Building bekannt sind. Der Gebäudekomplex wurde am 4. November 1929 eröffnet und verfügt über ein Art Deco-Interieur mit zusätzlichen Art-Deco-Details an der Außenseite. Das Civic Opera House verfügt über 3.563 Sitzplätze und ist damit das zweitgrößte Opernauditorium in Nordamerika, direkt hinter dem Metropolitan Opera House in New York City. Es wurde für die Chicago Civic Opera erbaut und ist heute das ständige Zuhause der Lyric Opera of Chicago. | Website            | |
| Chicago                     | Fine Arts Building (Chicago)                          | Das zehnstöckige Fine Arts Building, auch bekannt als Studebaker Building, befindet sich in der 410 S Michigan Avenue gegenüber dem Grant Park in Chicago. Es wurde 1884 von Solon Spencer Beman für die Firma Studebaker erbaut und 1898 umfassend umgebaut. Derzeit beherbergt es seinem Namen entsprechend Künstlerlofts, Kunstgalerien, Theater-, Tanz- und Aufnahmestudios, Interieur- und Webdesign-Unternehmen, Musikinstrumentenhersteller und andere mit der Kunst verbundene Unternehmen. | Website            | |
| Chicago                     | Lyric Opera of Chicago                                | Die Lyric Opera of Chicago (LOC) ist eines der führenden Opernhäuser der Vereinigten Staaten. Sie wurde 1954 in Chicago unter dem Namen Lyric Theatre of Chicago von Carol Fox, Nicola Rescigno und Lawrence Kelly gegründet. In der ersten Saison gab Maria Callas als Norma ihr amerikanisches Debüt. 1956 wurde die Kompanie von Fox unter dem heutigen Namen neu formiert. Sitz der Lyric Opera ist das Civic Opera House, ein 1929 erbautes Hochhaus. Es ist mit 3.563 Plätzen das zweitgrößte Opernhaus der Vereinigten Staaten (nach der New Yorker Metropolitan Opera). | Website            | Bild gesucht Der Benutzer Bernd Winnig wünscht sich an dieser Stelle ein Bild. Falls du dabei helfen möchtest, erklärt die Anleitung , wie das geht. |
| Cincinnati                  | Cincinnati Chamber Opera                              | Die Cincinnati Chamber Opera ist eine Opernkompagnie in Cincinnati, im US-amerikanischen Bundesstaat Ohio. | Website            | Bild gesucht Der Benutzer Bernd Winnig wünscht sich an dieser Stelle ein Bild. Falls du dabei helfen möchtest, erklärt die Anleitung , wie das geht. |
| Cincinnati                  | Cincinnati Music Hall                                 | Die Cincinnati Music Hall oder Music Hall ist eine Musikhalle in Cincinnati, im US-amerikanischen Bundesstaat Ohio, die 1878 fertiggestellt wurde. Sie ist die Heimat für das Cincinnati Ballet, das Cincinnati Symphony Orchestra, die Cincinnati Opera, den May Festival Chorus und das Cincinnati Pops Orchester. Im Januar 1975 wurde es vom US-amerikanischen Innenministerium wegen seiner charakteristischen venezianischen Gotik als nationales historisches Wahrzeichen anerkannt. | Website            | |
| Cincinnati                  | Cincinnati Opera                                      | Die Cincinnati Opera ist eine amerikanische Opernkompagnie mit Sitz in Cincinnati, im US-amerikanischen Bundesstaat Ohio. Es ist das zweitälteste Opernhaus der Vereinigten Staaten (nach der New York Metropolitan Opera). Die Cincinnati Opera begann 1920 mit ihrer ersten Spielzeit und produzierte in den Sommermonaten Juni und Juli Opern, wobei das Cincinnati Symphony Orchestra die Orchesterbegleitung lieferte. Spielstätte ist die Cincinnati Music Hall. | Website            | |
| Cincinnati                  | North American New Opera Workshop                     | Der North American New Opera Workshop ist eine Opernkompagnie mit Sitz in Cincinnati, im US-amerikanischen Bundesstaat Ohio. | Website            | Bild gesucht Der Benutzer Bernd Winnig wünscht sich an dieser Stelle ein Bild. Falls du dabei helfen möchtest, erklärt die Anleitung , wie das geht. |
| Cleveland                   | Cleveland Opera                                       | Die Cleveland Opera ist eine Opernkompagnie in Cleveland, im US-amerikanischen Bundesstaat Ohio. Sie wurde im März 1976 von David Bamberger, Carola Bamberger und John D. Heavenrich gegründet und präsentierte ihre erste Saison im Oktober und November dieses Jahres mit ausverkauften Produktionen von Giacomo Puccinis Madama Butterfly und Gioachino Rossinis Der Barbier von Sevilla. The Barber of Seville. | Website            | Bild gesucht Der Benutzer Bernd Winnig wünscht sich an dieser Stelle ein Bild. Falls du dabei helfen möchtest, erklärt die Anleitung , wie das geht. |
| Cleveland                   | Cleveland Opera Theater                               | Das Cleveland Opera Theater ist eine Opernkompagnie in Cleveland, im US-amerikanischen Bundesstaat Ohio. | Website            | Bild gesucht Der Benutzer Bernd Winnig wünscht sich an dieser Stelle ein Bild. Falls du dabei helfen möchtest, erklärt die Anleitung , wie das geht. |
| Clinton                     | Opera Theater of Connecticut                          | Das Opera Theater of Connecticut ist eine Opernkompagnie in Clinton, im US-amerikanischen Bundesstaat Connecticut. | Website            | Bild gesucht Der Benutzer Bernd Winnig wünscht sich an dieser Stelle ein Bild. Falls du dabei helfen möchtest, erklärt die Anleitung , wie das geht. |
| Colorado Springs            | Opera Theatre of the Rockies                          | Das Opera Theatre of the Rockies ist eine Opernkompagnie in Colorado Springs, im US-amerikanischen Bundesstaat Colorado. | Website            | Bild gesucht Der Benutzer Bernd Winnig wünscht sich an dieser Stelle ein Bild. Falls du dabei helfen möchtest, erklärt die Anleitung , wie das geht. |
| Columbia                    | Palmetto Opera                                        | Die Palmetto Opera ist eine Opernkompagnie in Columbia, im US-amerikanischen Bundesstaat South Carolina. | Website            | Bild gesucht Der Benutzer Bernd Winnig wünscht sich an dieser Stelle ein Bild. Falls du dabei helfen möchtest, erklärt die Anleitung , wie das geht. |
| Columbus                    | Springer Opera House                                  | Das Springer Opera House ist ein historisches Theater in der Tenth Street 103 in Columbus, Muscogee County, Georgia. Das dreistöckige Backsteingebäude wurde 1871 von dem wohlhabenden Geschäftsmann Francis J. Springer auf seinem Grundstück errichtet. Ende des 19. Jahrhunderts war das Opernhaus schnell zum bekannten Veranstaltungsort in Georgia geworden, wo viele berühmte Persönlichkeiten auftraten, wie beispielsweise John Philip Sousa, Ethel Barrymore, Oscar Wilde oder auch Franklin D. Roosevelt. Dieser Erfolg war vorübergehend, seit Anfang des 20. Jahrhunderts wurde das Opernhaus zunächst vorwiegend als Kino genutzt, seit Mitte des 20. Jahrhunderts stand es eine Zeit lang leer und war vom Abriss bedroht. Eine Initiative engagierter Bürger der Stadt führte schließlich zur Renovierung und zum Erhalt des Gebäudes; seit 1964 betreibt das Springer Theatre das Gebäude wieder als Theater.                                                                                               | Website            | |
| Columbus                    | RiverCenter Theater for Performing Arts               | Das RiverCenter for the Performing Arts ist ein modernes Kulturzentrum in Columbus, im US-amerikanischen Bundesstaat Georgia. | Website            | Bild gesucht Der Benutzer Bernd Winnig wünscht sich an dieser Stelle ein Bild. Falls du dabei helfen möchtest, erklärt die Anleitung , wie das geht. |
| Columbus (Ohio)             | Opera Columbus                                        | Die Opera Columbus ist eine Opernkompagnie in Columbus, im US-amerikanischen Bundesstaat Ohio. | Website            | Bild gesucht Der Benutzer Bernd Winnig wünscht sich an dieser Stelle ein Bild. Falls du dabei helfen möchtest, erklärt die Anleitung , wie das geht. |
| Costa Mesa                  | Orange County Performing Arts Center                  | Das Orange County Performing Arts Center (OCPAC) ist ein großes Konzerthaus in Costa Mesa im US-Bundesstaat Kalifornien. Der aus mehreren Sälen bestehende Komplex wurde 1986 errichtet und mehrmals erweitert. Das Haus gilt als kulturelles Aushängeschild des Orange County und bietet regelmäßig Vorstellungen renommierter Künstler und Gruppen aus aller Welt. Zugleich ist es Heimat der Pacific Symphony, der Philharmonic Society of Orange County, der Opera Pacific und der Pacific Chorale. | Website            | Bild gesucht Der Benutzer Bernd Winnig wünscht sich an dieser Stelle ein Bild. Falls du dabei helfen möchtest, erklärt die Anleitung , wie das geht. |
| Dallas                      | Dallas Opera                                          | Die Dallas Opera ist eine Operninstitution mit Sitz in Dallas (Texas). Das Unternehmen wurde 1957 von Laurence Kelly und Nicola Rescigno als Dallas Civic Opera gegründet. Beide waren aktiv in der Lyric Opera of Chicago, ersterer als Regisseur, letzterer als künstlerischer Leiter. Von 1957 bis 2009 hat die Dallas Opera in der Music Hall im Fair Park gespielt. Seit der Saison 2009 existiert jedoch das Margot and Bill Winspear Opera House, in dem nun gespielt wird, seit der Uraufführung von Moby-Dick von Jake Heggie. | Website            | Bild gesucht Der Benutzer Bernd Winnig wünscht sich an dieser Stelle ein Bild. Falls du dabei helfen möchtest, erklärt die Anleitung , wie das geht. |
| Dallas                      | Margot and Bill Winspear Opera House                  | Das Margot and Bill Winspear Opera House ist ein Opernhaus (eine von vier Veranstaltungsorten im AT & T Performing Arts Center) im Arts District der Innenstadt von Dallas, im US-amerikanischen Bundesstaat Texas. Die Anlage ist die Heimat der Dallas Opera (die bis zur Saison 2008/2009 in der Music Hall im Fair Park auftrat) und des Texas Ballet Theatre. Das AT & T Performing Arts Center produziert auch originelle Programme und arbeitet mit lokalen und nationalen Organisationen zusammen, um eine Vielzahl anderer kultureller Darbietungen vor Ort zu präsentieren. Diese Angebote umfassen Musik, Tanz, Broadway-Shows, Konzerte und Vorträge. | Website            | |
| Dayton                      | Dayton Opera                                          | Die Dayton Opera ist eine amerikanische Opernkompagnie mit Sitz in Dayton, im US-amerikanischen Bundesstaat Ohio. Das Unternehmen ist im Schuster Performing Arts Center in der Innenstadt von Dayton beheimatet, wo es jährlich drei Opern und ein Opernkonzert produziert. | Website            | Bild gesucht Der Benutzer Bernd Winnig wünscht sich an dieser Stelle ein Bild. Falls du dabei helfen möchtest, erklärt die Anleitung , wie das geht. |
| Dayton                      | Schuster Performing Arts Center                       | Das Schuster Performing Arts Center befindet sich in Dayton, Ohio, und wurde 2003 erbaut. Es ist Eigentum der Victoria Theatre Association und befindet sich im ehemaligen Rike-Kaufhaus. Das Dayton Philharmonic, die Dayton Opera und das Dayton Ballet mieten das Gebäude für ihre Auftritte. | Website            | |
| Denver                      | Ellie Caulkins Opera House                            | Das Ellie Caulkins Opera House, das am 10. September 2005 eröffnet wurde, befindet sich in Denver, Colorado, als Teil des großen Denver Performing Arts Complex. Es bietet Platz für 2.225 Personen. Die Familie Caulkins investierte 7 Millionen US-Dollar in die Renovierung des lyrischen Opernhauses und angrenzender öffentlicher Räume, die im Newton Auditorium errichtet wurden. | Website            | |
| Denver                      | Empire Lyric Players                                  | Die Empire Lyric Players sind eine Opernkompagnie in Denver, im US-amerikanischen Bundesstaat Colorado. | Website            | Bild gesucht Der Benutzer Bernd Winnig wünscht sich an dieser Stelle ein Bild. Falls du dabei helfen möchtest, erklärt die Anleitung , wie das geht. |
| Denver                      | Opera Colorado                                        | Die Opera Colorado ist ein Opernhaus mit Sitz in Denver, Colorado. Das 1981 gegründete Unternehmen bietet eine jährliche Staffel von drei bis vier vollständig inszenierten Produktionen. Sein Hauptaufführungsort ist das Ellie Caulkins Opera House. | Website            | Bild gesucht Der Benutzer Bernd Winnig wünscht sich an dieser Stelle ein Bild. Falls du dabei helfen möchtest, erklärt die Anleitung , wie das geht. |
| Detroit                     | Detroit Opera House                                   | Das Detroit Opera House ist ein reich verziertes Opernhaus an der Broadway Street 1526 in der Innenstadt von Detroit, Michigan, im historischen Viertel Grand Circus Park. Der 2700 Sitzplätze umfassende Veranstaltungsort ist die Heimat von Produktionen des Michigan Opera Theatre und einer Vielzahl anderer Veranstaltungen. Das Theater wurde ursprünglich von C. Howard Crane entworfen, der andere prominente Theater in Detroit geschaffen hat, darunter The Fillmore Detroit, das Fox Theatre und die Detroit Symphony’s Orchestra Hall. Es wurde am 22. Januar 1922 eröffnet. | Website            | |
| Detroit                     | Michigan Opera Theatre                                | Das Michigan Opera Theatre (MOT) ist die bedeutendste Opernkompagnie in Michigan, USA. Das Unternehmen hat seinen Sitz in Detroit, wo es im Detroit Opera House auftritt. Jedes Jahr gibt es eine Opern- und Ballettsaison. | Website            | Bild gesucht Der Benutzer Bernd Winnig wünscht sich an dieser Stelle ein Bild. Falls du dabei helfen möchtest, erklärt die Anleitung , wie das geht. |
| Duluth                      | Lyric Opera of the North                              | Die Lyric Opera of the North ist eine Opernkompagnie in Duluth, im US-amerikanischen Bundesstaat Minnesota. | Website            | Bild gesucht Der Benutzer Bernd Winnig wünscht sich an dieser Stelle ein Bild. Falls du dabei helfen möchtest, erklärt die Anleitung , wie das geht. |
| Durham                      | Durham Savoyards                                      | Die Durham Savoyards ist eine Opernkompagnie in Durham, im US-amerikanischen Bundesstaat North Carolina. | Website            | Bild gesucht Der Benutzer Bernd Winnig wünscht sich an dieser Stelle ein Bild. Falls du dabei helfen möchtest, erklärt die Anleitung , wie das geht. |
| El Paso                     | Abraham Chavez Theatre                                | Das Abraham Chavez Theatre, auch als Chavez Theatre bekannt, ist eine Konzerthalle mit 2.500 Sitzplätzen in El Paso, im US-Bundesstaat Texas. | Website            | Bild gesucht Der Benutzer Bernd Winnig wünscht sich an dieser Stelle ein Bild. Falls du dabei helfen möchtest, erklärt die Anleitung , wie das geht. |
| El Paso                     | El Paso Opera                                         | Die El Paso Opera ist eine Opernkompagnie in El Paso, im US-amerikanischen Bundesstaat Texas. | Website            | Bild gesucht Der Benutzer Bernd Winnig wünscht sich an dieser Stelle ein Bild. Falls du dabei helfen möchtest, erklärt die Anleitung , wie das geht. |
| El Paso                     | Plaza Theatre (El Paso)                               | Das Plaza Theatre ist ein historisches Gebäude in El Paso, Texas. Das Theater gilt als eines der Wahrzeichen der Stadt und ist bis heute in Betrieb. Es zeigt verschiedene Broadway-Produktionen und Musikkonzerte. | Website            | |
| Eugene                      | Eugene Opera                                          | Die Eugene Opera ist eine Opernkompagnie in Eugene, im US-amerikanischen Bundesstaat Oregon. | Website            | Bild gesucht Der Benutzer Bernd Winnig wünscht sich an dieser Stelle ein Bild. Falls du dabei helfen möchtest, erklärt die Anleitung , wie das geht. |
| Evanston                    | Music Theater Works                                   | Music Theater Works (ehemals Light Opera Works) ist eine professionelle, nicht gewinnorientierte Musiktheaterkompagnie in Evanston, Illinois. Sie wurde 1980 von Philip Kraus, Bridget McDonough und Ellen Dubinsky gegründet. | Website            | Bild gesucht Der Benutzer Bernd Winnig wünscht sich an dieser Stelle ein Bild. Falls du dabei helfen möchtest, erklärt die Anleitung , wie das geht. |
| Fairbanks                   | Fairbanks Light Opera Theatre                         | Das Fairbanks Light Opera Theatre ist ein Theaterhaus in Fairbanks, im US-amerikanischen Bundesstaat Alaska. | Website            | Bild gesucht Der Benutzer Bernd Winnig wünscht sich an dieser Stelle ein Bild. Falls du dabei helfen möchtest, erklärt die Anleitung , wie das geht. |
| Fairbanks                   | Opera Fairbanks                                       | Die Opera Fairbanks ist eine Opernkompagnie in Fairbanks, im US-amerikanischen Bundesstaat Alaska. | Website            | Bild gesucht Der Benutzer Bernd Winnig wünscht sich an dieser Stelle ein Bild. Falls du dabei helfen möchtest, erklärt die Anleitung , wie das geht. |
| Fairfield                   | North Bay Opera                                       | Die North Bay Opera ist eine Opernkompagnie in Fairfield, im US-amerikanischen Bundesstaat Kalifornien. | Website            | Bild gesucht Der Benutzer Bernd Winnig wünscht sich an dieser Stelle ein Bild. Falls du dabei helfen möchtest, erklärt die Anleitung , wie das geht. |
| Fargo                       | Fargo-Moorhead Opera                                  | Die Fargo-Moorhead Opera ist eine Opernkompagnie in Fargo, im US-amerikanischen Bundesstaat North Dakota. | Website            | Bild gesucht Der Benutzer Bernd Winnig wünscht sich an dieser Stelle ein Bild. Falls du dabei helfen möchtest, erklärt die Anleitung , wie das geht. |
| Fayetteville                | Opera Fayetteville                                    | Die Opera Fayetteville ist eine Opernkompagnie in Fayetteville, im US-amerikanischen Bundesstaat Arkansas. | Website            | Bild gesucht Der Benutzer Bernd Winnig wünscht sich an dieser Stelle ein Bild. Falls du dabei helfen möchtest, erklärt die Anleitung , wie das geht. |
| Fort Collins                | Opera Fort Collins                                    | Die Opera Fort Collins ist eine Opernkompagnie in Fort Collins, im US-amerikanischen Bundesstaat Colorado. | Website            | Bild gesucht Der Benutzer Bernd Winnig wünscht sich an dieser Stelle ein Bild. Falls du dabei helfen möchtest, erklärt die Anleitung , wie das geht. |
| Fort Lauderdale             | Broward Center for the Performing Arts                | Das Broward Center for the Performing Arts ist ein großer Theater- und Unterhaltungskomplex mit mehreren Veranstaltungsorten für darstellende Kunst im Herzen der Innenstadt von Fort Lauderdale, Florida. | Website            | |
| Fort Lee                    | New Jersey Association of Verismo Opera               | Die New Jersey Association of Verismo Opera ist eine Opernkompagnie in Fort Lee, im US-amerikanischen Bundesstaat New Jersey. | Website            | Bild gesucht Der Benutzer Bernd Winnig wünscht sich an dieser Stelle ein Bild. Falls du dabei helfen möchtest, erklärt die Anleitung , wie das geht. |
| Fort Worth                  | Bass Performance Hall                                 | Die Bass Performance Hall (auch bekannt als Bass Hall) ist ein Veranstaltungsort für darstellende Kunst in Fort Worth, im US-amerikanischen Bundesstaat Texas. | Website            | |
| Fort Worth                  | Fort Worth Opera                                      | Die Fort Worth Opera ist eine Opernkompagnie in Fort Worth, im US-amerikanischen Bundesstaat Texas. | Website            | Bild gesucht Der Benutzer Bernd Winnig wünscht sich an dieser Stelle ein Bild. Falls du dabei helfen möchtest, erklärt die Anleitung , wie das geht. |
| Fort Worth                  | Regal Opera                                           | Die Regal Opera ist eine Opernkompagnie in Fort Worth, im US-amerikanischen Bundesstaat Texas. | Website            | Bild gesucht Der Benutzer Bernd Winnig wünscht sich an dieser Stelle ein Bild. Falls du dabei helfen möchtest, erklärt die Anleitung , wie das geht. |
| Fresno                      | California Opera Association                          | Die California Opera Association ist eine Opernkompagnie in Fresno, im US-amerikanischen Bundesstaat Kalifornien. | Website            | Bild gesucht Der Benutzer Bernd Winnig wünscht sich an dieser Stelle ein Bild. Falls du dabei helfen möchtest, erklärt die Anleitung , wie das geht. |
| Glen Ellyn                  | DuPage Opera Theatre                                  | Das DuPage Opera Theatre (DOT) ist neben der Lyric Opera of Chicago und dem Chicago Opera Theatre eines von drei professionellen Opernkompagnien in der Region Chicago. DuPage Opera wurde 1977 festes Ensemble im McAninch Arts Center am College of DuPage in Glen Ellyn, Illinois, gegründet. Das DuPage Opera Theatre spielt auf der Hauptbühne des Arts Center mit 793 Sitzplätzen. | Website            | Bild gesucht Der Benutzer Bernd Winnig wünscht sich an dieser Stelle ein Bild. Falls du dabei helfen möchtest, erklärt die Anleitung , wie das geht. |
| Grand Rapids                | Opera Grand Rapids                                    | Die Opera Grand Rapids ist eine Opernkompagnie in Grand Rapids, im US-amerikanischen Bundesstaat Michigan. | Website            | Bild gesucht Der Benutzer Bernd Winnig wünscht sich an dieser Stelle ein Bild. Falls du dabei helfen möchtest, erklärt die Anleitung , wie das geht. |
| Greenville                  | Greenville Light Opera Works                          | Die Greenville Light Opera Works (GLOW) ist eine gemeinnützige professionelle Opern-, Operetten- und Musiktheaterkompagnie in Greenville, South Carolina. Im Jahr 2013 firmierte das Unternehmen unter dem Namen GLOW Lyric Theatre. | Website            | Bild gesucht Der Benutzer Bernd Winnig wünscht sich an dieser Stelle ein Bild. Falls du dabei helfen möchtest, erklärt die Anleitung , wie das geht. |
| Greensboro                  | Greensboro Opera Company                              | Die Greensboro Opera Company ist eine Opernkompagnie in Greensboro, im US-amerikanischen Bundesstaat North Carolina. | Website            | Bild gesucht Der Benutzer Bernd Winnig wünscht sich an dieser Stelle ein Bild. Falls du dabei helfen möchtest, erklärt die Anleitung , wie das geht. |
| Gurnee                      | Da Corneto Opera                                      | Die Da Corneto Opera ist eine Opernkompagnie in Gurnee, im US-amerikanischen Bundesstaat Illinois. | Website            | Bild gesucht Der Benutzer Bernd Winnig wünscht sich an dieser Stelle ein Bild. Falls du dabei helfen möchtest, erklärt die Anleitung , wie das geht. |
| Hartford                    | Bushnell Center for the Performing Arts               | Das Bushnell Center for the Performing Arts (früher als Bushnell Memorial Hall oder einfach The Bushnell bekannt) ist ein Veranstaltungsort für darstellende Künste in der 166 Capitol Street in Hartford, Connecticut. | Website            | |
| Hartford                    | Connecticut Opera                                     | Die Connecticut Opera war eine professionelle, gemeinnützige Opernkompagnie mit Sitz in Hartford, Connecticut, die bis Februar 2009 existierte. Das Unternehmen präsentierte während einer Jahreszeit drei vollständig inszenierte Opernproduktionen. Es wurde 1942 unter der Leitung von Frank Pandolfi gegründet und war das sechstälteste professionelle Opernhaus der Vereinigten Staaten. Die erste produzierte Oper war Carmen von Georges Bizet, die am 14. April 1942 im Bushnell Theater eröffnet wurde. in der Titelrolle spielte die Mezzosopranistin Winifred Heidt. |                    | Bild gesucht Der Benutzer Bernd Winnig wünscht sich an dieser Stelle ein Bild. Falls du dabei helfen möchtest, erklärt die Anleitung , wie das geht. |
| Hartford                    | Hartford Opera Theater                                | Das Hartford Opera Theater ist eine Opernkompagnie in Hartford, im US-amerikanischen Bundesstaat Connecticut. | Website            | Bild gesucht Der Benutzer Bernd Winnig wünscht sich an dieser Stelle ein Bild. Falls du dabei helfen möchtest, erklärt die Anleitung , wie das geht. |
| Honolulu                    | Hawaii Opera Theatre                                  | Das Hawaii Opera Theatre (HOT) ist die einzige große Opernkompagnie in Hawaii, mit Sitz Honolulu. Sie wurde 1960 gegründet. Das Unternehmen führt drei oder mehr Opern in einer Spielzeit auf. HOT führt die meisten seiner Produktionen in der Blaisdell Concert Hall auf. | Website            | Bild gesucht Der Benutzer Bernd Winnig wünscht sich an dieser Stelle ein Bild. Falls du dabei helfen möchtest, erklärt die Anleitung , wie das geht. |
| Honolulu                    | Neal S. Blaisdell Center                              | Das Neal S. Blaisdell Center in der Nähe der Innenstadt von Honolulu, Hawaii, ist ein Gemeindezentrum für die Stadt und den Landkreis Honolulu. Das 1964 auf dem historischen Ward Estate errichtete und ursprünglich Honolulu International Center genannte Zentrum wurde nach dem Bürgermeister von Honolulu, Neal S. Blaisdell benannt. Der Mehrzweckkomplex besteht aus einer Arena, einem Konzertsaal, Konferenzräumen, einer Galleria und einer Ausstellungshalle. | Website            | Bild gesucht Der Benutzer Bernd Winnig wünscht sich an dieser Stelle ein Bild. Falls du dabei helfen möchtest, erklärt die Anleitung , wie das geht. |
| Houston                     | Houston Grand Opera                                   | Die Houston Grand Opera ist eine Institution für klassische Musik und Musiktheater in Houston in den USA. Die Houston Grand Opera wurde 1955 gegründet. Die Vorstellungen wurden von 1966 bis 1987 in der Jones Hall gegeben, bis ein neues Gebäude errichtet wurde, das Wortham Theater Center, benannt nach einem wichtigen Förderer der Oper, S. Gus Wortham. Zur Einweihung der neuen Spielstätte wurde die Oper Nixon in China in Auftrag gegeben, die aus der Feder von John Adams stammte. | Website            | Bild gesucht Der Benutzer Bernd Winnig wünscht sich an dieser Stelle ein Bild. Falls du dabei helfen möchtest, erklärt die Anleitung , wie das geht. |
| Houston                     | Lambert Hall                                          | Die Lambert Hall, gelegen 1703 Heights Boulevard in Houston, Texas, wurde 1927 als erstes dauerhaftes Refugium für die Heights Christian Church unter der Leitung von Pastor Clark W. Lambert gebaut, nach dem die Halle benannt wurde. Die Lambert Hall ist die künstlerische Heimat der Opera in the Heights. | Website            | |
| Houston                     | Moores Opera House                                    | Das Moores Opera House ist eine Opernkompagnie in Houston, im US-amerikanischen Bundesstaat Texas. | Website            | Bild gesucht Der Benutzer Bernd Winnig wünscht sich an dieser Stelle ein Bild. Falls du dabei helfen möchtest, erklärt die Anleitung , wie das geht. |
| Houston                     | Opera in the Heights                                  | Die Opera in the Heights ist eine gemeinnützige, regionale Opernkompagnie, die in der historischen Lambert Hall am 1703 Heights Boulevard in Houston, Texas, untergebracht ist. | Website            | Bild gesucht Der Benutzer Bernd Winnig wünscht sich an dieser Stelle ein Bild. Falls du dabei helfen möchtest, erklärt die Anleitung , wie das geht. |
| Houston                     | Opera Vista                                           | Die Opera Vista war eine Non-Profit-Kammeroper in Houston, Texas, die 2006 vom Dirigenten und künstlerischen Leiter Viswa Subbaraman, der Sopranistin Elizabeth Knudson und ihrem Ehemann Chris Knudson gegründet wurde. Das Unternehmen hatte das Ziel, neue und zeitgenössische Werke zu fördern und aufzuführen und neue und jüngere Zuschauer anzusprechen. | Website            | Bild gesucht Der Benutzer Bernd Winnig wünscht sich an dieser Stelle ein Bild. Falls du dabei helfen möchtest, erklärt die Anleitung , wie das geht. |
| Houston                     | Wortham Theater Center                                | Das Wortham Theater Center ist ein Zentrum für darstellende Kunst in der Innenstadt von Houston im US-Bundesstaat Texas. Das Wortham Theatre Center, entworfen von Eugene Aubry von Morris Architects, wurde aus privaten Mitteln in Höhe von über 66 Millionen US-Dollar errichtet. Die Stadt Houston besitzt das Theater, und die Houston First Corporation betreibt die Einrichtung. | Website            | |
| Howell                      | Howell Opera House                                    | Das Howell Opera House ist ein Opernhaus in Howell, im US-Bundesstaat Michigan. Die Stätte wird vom Michigan State Historic Preservation Office als historisch eingestuft. Es ist auch in The National Historic Register als Teil des Howell Downtown Historic District aufgeführt. | Website            | |
| Idaho Falls                 | Idaho Falls Opera Theatre                             | Das Idaho Falls Opera Theatre ist eine Opernkompagnie in Idaho Falls, im US-amerikanischen Bundesstaat Idaho. | Website            | Bild gesucht Der Benutzer Bernd Winnig wünscht sich an dieser Stelle ein Bild. Falls du dabei helfen möchtest, erklärt die Anleitung , wie das geht. |
| Indianapolis                | Clowes Memorial Hall                                  | Die Clowes Memorial Hall, offiziell als Clowes Memorial Hall der Butler University bekannt, ist ein Theater auf dem Campus der Butler University in Indianapolis im US-Bundesstaat Indiana. Es wurde am 18. Oktober 1963 eröffnet und beherbergt zahlreiche bedeutende Konzerte, Orchester, Musicals und Theaterstücke. | Website            | |
| Indianapolis                | Indianapolis Opera                                    | Die Indianapolis Opera ist eine Opernkompagnie in Indianapolis, Indiana. Als einziges professionelles Opernhaus in Indiana beherbergt es jede Saison eine Reihe von vollständig inszenierten Produktionen und unterstützt ein Young Artist Program. | Website            | Bild gesucht Der Benutzer Bernd Winnig wünscht sich an dieser Stelle ein Bild. Falls du dabei helfen möchtest, erklärt die Anleitung , wie das geht. |
| Jackson (Mississippi)       | Belhaven University Center for the Arts               | Das Belhaven University Center for the Arts ist ein Zentrum für darstellende Kunst in Jackson, im US-Bundesstaat Mississippi. | Website            | Bild gesucht Der Benutzer Bernd Winnig wünscht sich an dieser Stelle ein Bild. Falls du dabei helfen möchtest, erklärt die Anleitung , wie das geht. |
| Jackson (Mississippi)       | Mississippi Opera                                     | Die Mississippi Opera ist eine US-amerikanische Opernkompagnie mit Sitz in Jackson, Mississippi. Das Unternehmen wurde 1945 gegründet und präsentiert eine jährliche Opernsaison, die aus zwei vollständig inszenierten Opernproduktionen und kleineren öffentlichen Konzerten und Workshops besteht. Die Produktionen des Unternehmens werden im University Center of the Arts in Belhaven aufgeführt. | Website            | Bild gesucht Der Benutzer Bernd Winnig wünscht sich an dieser Stelle ein Bild. Falls du dabei helfen möchtest, erklärt die Anleitung , wie das geht. |
| Jacksonville                | Opera Jacksonville                                    | Die Opera Jacksonville ist eine Opernkompagnie in Jacksonville, im US-Bundesstaat Florida. | Website            | Bild gesucht Der Benutzer Bernd Winnig wünscht sich an dieser Stelle ein Bild. Falls du dabei helfen möchtest, erklärt die Anleitung , wie das geht. |
| Joplin                      | Heartland Opera Theatre                               | Das Heartland Opera Theatre ist eine Opernkompagnie in Joplin, im US-Bundesstaat Missouri. | Website            | Bild gesucht Der Benutzer Bernd Winnig wünscht sich an dieser Stelle ein Bild. Falls du dabei helfen möchtest, erklärt die Anleitung , wie das geht. |
| Juneau                      | Juneau Lyric Opera                                    | Die Juneau Lyric Opera ist eine Opernkompagnie in Juneau, im US-Bundesstaat Alaska. | Website            | Bild gesucht Der Benutzer Bernd Winnig wünscht sich an dieser Stelle ein Bild. Falls du dabei helfen möchtest, erklärt die Anleitung , wie das geht. |
| Kansas City                 | Kansas City Metro Opera                               | Die Kansas City Metro Opera ist eine Opernkompagnie in Kansas City, im US-Bundesstaat Missouri. | Website            | Bild gesucht Der Benutzer Bernd Winnig wünscht sich an dieser Stelle ein Bild. Falls du dabei helfen möchtest, erklärt die Anleitung , wie das geht. |
| Kansas City                 | Kauffman Center for the Performing Arts               | Das Kauffman Center for the Performing Arts ist ein Zentrum für darstellende Künste in Kansas City, Missouri. Es ist die Heimat des Kansas City Symphony Orchestra, der Lyric Opera of Kansas City und des Kansas City Ballet. Das Kauffman Center beherbergt zwei einzigartige Veranstaltungsorte: das Muriel Kauffman Theater und die Helzberg Hall. | Website            | |
| Kansas City                 | Lyric Opera of Kansas City                            | Die Lyric Opera of Kansas City ist eine amerikanische Opernkompagnie mit Sitz in Kansas City, Missouri. Das 1958 gegründete Unternehmen präsentiert eine jährliche Operensaison im Kauffman Center for Performing Arts. | Website            | Bild gesucht Der Benutzer Bernd Winnig wünscht sich an dieser Stelle ein Bild. Falls du dabei helfen möchtest, erklärt die Anleitung , wie das geht. |
| Knoxville                   | Knoxville Opera                                       | Die Knoxville Opera ist eine Opernkompagnie mit Sitz in Knoxville, im US-amerikanischen Bundesstaat Tennessee. Sie wurde 1978 als Knoxville Civic Opera von Edward Zambara gegründet, der bis 1981 als künstlerischer Leiter tätig war. | Website            | Bild gesucht Der Benutzer Bernd Winnig wünscht sich an dieser Stelle ein Bild. Falls du dabei helfen möchtest, erklärt die Anleitung , wie das geht. |
| Knoxville                   | Marble City Opera                                     | Die Marble City Opera ist eine Opernkompagnie in Knoxville, im US-Bundesstaat Tennessee. | Website            | Bild gesucht Der Benutzer Bernd Winnig wünscht sich an dieser Stelle ein Bild. Falls du dabei helfen möchtest, erklärt die Anleitung , wie das geht. |
| Lakeland                    | Opera Theater of Lakeland                             | Das Opera Theater of Lakeland ist ein Theaterhaus in Lakeland, im US-Bundesstaat Florida. | Website            | Bild gesucht Der Benutzer Bernd Winnig wünscht sich an dieser Stelle ein Bild. Falls du dabei helfen möchtest, erklärt die Anleitung , wie das geht. |
| Lancaster                   | Opera Lancaster                                       | Die Lancaster Opera Company, die 1960 als Lancaster Opera Workshop gegründet wurde und 1988 zur Lancaster Opera Company wurde, ist heute als OperaLancaster bekannt, eine nichtkommerzielle Opernkompagnie in Lancaster, Pennsylvania. | Website            | Bild gesucht Der Benutzer Bernd Winnig wünscht sich an dieser Stelle ein Bild. Falls du dabei helfen möchtest, erklärt die Anleitung , wie das geht. |
| Las Vegas                   | Smith Center for the Performing Arts                  | Das Smith Center for the Performing Arts befindet sich im 61 Hektar großen Symphony Park in der Innenstadt von Las Vegas und ist ein fünf Hektar großes Zentrum für darstellende Kunst, das aus drei Theatern in zwei Gebäuden besteht. Spatenstich für das 470 Millionen US-Dollar teure Projekt war der 26. Mai 2009. Es wurde am 10. März 2012 eröffnet. Das Smith Center bietet internationale Musik- und Tanzkompagnien und beherbergt die Las Vegas Philharmonic und das Nevada Ballet Theatre. | Website            | |
| Lawrence                    | Lawrence Opera Theatre                                | Das Lawrence Opera Theatre ist ein Theaterhaus in Lawrence, im US-Bundesstaat Kansas. | Website            | Bild gesucht Der Benutzer Bernd Winnig wünscht sich an dieser Stelle ein Bild. Falls du dabei helfen möchtest, erklärt die Anleitung , wie das geht. |
| Lawrenceville               | Peach State Opera                                     | Die Peach State Opera ist eine Opernkompagnie in Lawrenceville, im US-Bundesstaat Georgia. | Website            | Bild gesucht Der Benutzer Bernd Winnig wünscht sich an dieser Stelle ein Bild. Falls du dabei helfen möchtest, erklärt die Anleitung , wie das geht. |
| Lebanon                     | Lebanon Opera House                                   | Das Lebanon Opera House ist ein Theaterhaus in Lebanon, im US-amerikanischen Bundesstaat New Hampshire. | Website            | Bild gesucht Der Benutzer Bernd Winnig wünscht sich an dieser Stelle ein Bild. Falls du dabei helfen möchtest, erklärt die Anleitung , wie das geht. |
| Lebanon                     | Opera North                                           | Die Opera North ist eine amerikanische Opernkompagnie mit Sitz in Lebanon, New Hampshire. Sie ist die älteste professionelle Opernkompagnie der Region. Das Unternehmen präsentiert eine jährliche Sommersaison mit drei vollständig inszenierten und orchestrierten Produktionen: einer traditionellen Oper, einem klassischen Musiktheater und einer amerikanischen Oper. Die Produktionen von Opera Northwerden im Lebanon Opera House aufgeführt. | Website            | Bild gesucht Der Benutzer Bernd Winnig wünscht sich an dieser Stelle ein Bild. Falls du dabei helfen möchtest, erklärt die Anleitung , wie das geht. |
| Lee (Massachusetts)         | Berkshire Opera Company                               | Die Berkshire Opera Company war eine amerikanische Opernkompagnie mit Sitz in Lee, Massachusetts. Das Unternehmen wurde 1985 von Rex Hearn gegründet und 2009 geschlossen. |                    | Bild gesucht Der Benutzer Bernd Winnig wünscht sich an dieser Stelle ein Bild. Falls du dabei helfen möchtest, erklärt die Anleitung , wie das geht. |
| Lenox (Massachusetts)       | Tanglewood                                            | Tanglewood ist der Name einer musikalischen Proben- und Konzertstätte in Berkshire County im Westen des US-Bundesstaats Massachusetts. Es liegt dort zwischen den Orten Lenox und Stockbridge. Seit 1937 ist es Sommerdomizil des damals von Sergei Alexandrowitsch Kussewizki geleiteten Boston Symphony Orchestra, nachdem dieses dort 1936 ein erstes Open-Air-Konzert gegeben hatte. Das Sommerfestival in Tanglewood ist eines der bekanntesten Musikfestivals in den USA und bietet Konzerte aus den Bereichen Klassik, Jazz und Popularmusik. | Website            | |
| Little Rock                 | Opera in the Rock                                     | Die Opera in the Rock ist eine Opernkompagnie in Little Rock, im US-Bundesstaat Arkansas. | Website            | Bild gesucht Der Benutzer Bernd Winnig wünscht sich an dieser Stelle ein Bild. Falls du dabei helfen möchtest, erklärt die Anleitung , wie das geht. |
| Livermore                   | Livermore Valley Opera                                | Die Livermore Valley Opera ist eine Opernkompagnie in Livermore, im US-Bundesstaat Kalifornien. | Website            | Bild gesucht Der Benutzer Bernd Winnig wünscht sich an dieser Stelle ein Bild. Falls du dabei helfen möchtest, erklärt die Anleitung , wie das geht. |
| Logan (Utah)                | Ellen Eccles Theatre                                  | Das Ellen Eccles Theatre ist ein Theaterhaus in Logan, im US-Bundesstaat Utah. | Website            | Bild gesucht Der Benutzer Bernd Winnig wünscht sich an dieser Stelle ein Bild. Falls du dabei helfen möchtest, erklärt die Anleitung , wie das geht. |
| Logan (Utah)                | Utah Festival Opera                                   | Utah Festival Opera & Musical Theatre (UFOMT) ist ein Opernhaus mit Sitz in Logan, Utah. Das Unternehmen führt im Juli und August im Ellen Eccles Theatre vier vollständig inszenierte Werke mit Repertoire-Orchester auf. Die Werke reichen von Opern über Operetten bis zu Musicals. | Website            | Bild gesucht Der Benutzer Bernd Winnig wünscht sich an dieser Stelle ein Bild. Falls du dabei helfen möchtest, erklärt die Anleitung , wie das geht. |
| Long Beach                  | Long Beach Opera                                      | Die Long Beach Opera ist eine südkalifornische Opernkompagnie, die den Großraum Los Angeles und Orange County bedient. Sie wurde 1979 gegründet und ist das älteste etablierte professionelle Opernhaus in der Umgebung von Los Angeles. | Website            | Bild gesucht Der Benutzer Bernd Winnig wünscht sich an dieser Stelle ein Bild. Falls du dabei helfen möchtest, erklärt die Anleitung , wie das geht. |
| Longview                    | Opera East Texas                                      | Die Opera East Texas ist eine Opernkompagnie in Longview, im US-Bundesstaat Texas. | Website            | Bild gesucht Der Benutzer Bernd Winnig wünscht sich an dieser Stelle ein Bild. Falls du dabei helfen möchtest, erklärt die Anleitung , wie das geht. |
| Los Angeles                 | Ahmanson Theatre                                      | Das Ahmanson Theatre ist ein Theater in Los Angeles, Kalifornien. Es gehört zu den vier wichtigsten Veranstaltungsorten des Los Angeles Music Center. Renoviert 1994, kann seine Sitzplatzkapazität, je nach Bedarf, zwischen 1600 und 2100 konfiguriert werden. | Website            | |
| Los Angeles                 | Dorothy Chandler Pavilion                             | Der Dorothy Chandler Pavilion ist eine Konzerthalle in Los Angeles, Kalifornien. Das Gebäude trägt den Namen der US-amerikanischen Verlegerin, Kunstmäzenin und Sammlerin Dorothy Buffum Chandler. Seit 1986 ist das Haus Sitz und Spielort der Los Angeles Opera. | Website            | |
| Los Angeles                 | Independent Opera Company                             | Die Independent Opera Company ist eine Opernkompagnie mit Sitz in Los Angeles, im US-Bundesstaat Kalifornien. | Website            | Bild gesucht Der Benutzer Bernd Winnig wünscht sich an dieser Stelle ein Bild. Falls du dabei helfen möchtest, erklärt die Anleitung , wie das geht. |
| Los Angeles                 | Los Angeles Civic Light Opera                         | Die Los Angeles Civic Light Opera (LACLO) war eine US-amerikanische Theater- und Opernkompagnie im kalifornischen Los Angeles. Das Unternehmen wurde 1938 von Impresario Edwin Lester gegründet und präsentierte fünfzig Spielzeiten, bevor sie 1987 aus finanziellen Gründen geschlossen wurde. Typischerweise präsentierte das LACLO während einer jährlichen Spielzeit vier bis sechs Produktionen. |                    | Bild gesucht Der Benutzer Bernd Winnig wünscht sich an dieser Stelle ein Bild. Falls du dabei helfen möchtest, erklärt die Anleitung , wie das geht. |
| Los Angeles                 | Los Angeles Metropolitan Opera                        | Die Los Angeles Metropolitan Opera ist eine Opernkompagnie mit Sitz in Los Angeles, im US-Bundesstaat Kalifornien. | Website            | Bild gesucht Der Benutzer Bernd Winnig wünscht sich an dieser Stelle ein Bild. Falls du dabei helfen möchtest, erklärt die Anleitung , wie das geht. |
| Los Angeles                 | Los Angeles Music Center                              | Das Los Angeles Music Center, offizielle Bezeichnung Performing Arts Center of Los Angeles County, ist eine der drei größten Zentren für Darstellende Künste und Kultur in den Vereinigten Staaten, gelegen in der 135 North Grand Ave in Los Angeles. Das Music Center besteht hauptsächlich aus den vier Veranstaltungsgebäuden: - Dorothy Chandler Pavilion, Opernhaus mit 3.197 Plätzen - Ahmanson Theatre, Theater mit 1.600 bis 2.007 Plätzen, je nach Bestuhlung - Mark Taper Forum, Theater mit 745 Plätzen - Walt Disney Concert Hall, Konzerthalle mit 2.265 Plätzen Das Los Angeles Music Center gehört dem Los Angeles County und wird getragen von den vier Kultureinrichtungen, dem Los Angeles Philharmonic Orchestra, der Center Theatre Group, der LA Opera sowie dem Los Angeles Master Chorale, deren Veranstaltungen jedes Jahr mehr als 1,3 Mio. Besucher zählen. | Website            | Bild gesucht Der Benutzer Bernd Winnig wünscht sich an dieser Stelle ein Bild. Falls du dabei helfen möchtest, erklärt die Anleitung , wie das geht. |
| Los Angeles                 | Los Angeles Opera                                     | Die Los Angeles Opera ist eine amerikanische Opernkompagnie in Los Angeles, Kalifornien. Es ist das viertgrößte Opernhaus in den Vereinigten Staaten. Sitz des Unternehmens ist der Dorothy Chandler Pavilion, Teil des Los Angeles Music Center. | Website            | |
| Los Angeles                 | Lyric Opera of Los Angeles                            | Die Lyric Opera of Los Angeles ist eine kleine Non-Profit-Opernkompagnie in Los Angeles, Kalifornien. Sie wurde 2002 von Laura Sage gegründet und zeigt weniger bekannte Opernwerke, die selten in Inszenierungen umgesetzt wurden. | Website            | Bild gesucht Der Benutzer Bernd Winnig wünscht sich an dieser Stelle ein Bild. Falls du dabei helfen möchtest, erklärt die Anleitung , wie das geht. |
| Los Angeles                 | Opera a la Carte                                      | Die Opera a la Carte ist eine professionelle Opernkompagnie mit Sitz in Los Angeles, Kalifornien. Es wurde 1970 vom britischen Künstler Richard Sheldon (1935–2016) gegründet. | Website            | Bild gesucht Der Benutzer Bernd Winnig wünscht sich an dieser Stelle ein Bild. Falls du dabei helfen möchtest, erklärt die Anleitung , wie das geht. |
| Los Angeles                 | Pacific Opera Project                                 | Das Pacific Opera Project ist eine Opernkompagnie mit Sitz in Los Angeles, im US-Bundesstaat Kalifornien. | Website            | Bild gesucht Der Benutzer Bernd Winnig wünscht sich an dieser Stelle ein Bild. Falls du dabei helfen möchtest, erklärt die Anleitung , wie das geht. |
| Louisville                  | Kentucky Center for the Performing Arts               | Das Kentucky Center for the Performing Arts oder Kentucky Center in Louisville, ist ein bedeutendes Zentrum für darstellende Kunst in Kentucky. Zu den Mietern zählen Broadway Across America, die Kentucky Opera, das Louisville Ballet und das Louisville Orchestra. | Website            | |
| Louisville                  | Kentucky Opera                                        | Die Kentucky Opera ist eine amerikanische Opernfkompagnie mit Sitz in Louisville, Kentucky. Das Unternehmen hat seinen Sitz in der Whitney Hall im Kentucky Center for the Arts. Das Louisville Orchestra ist das Begleitorchester des Unternehmens. | Website            | Bild gesucht Der Benutzer Bernd Winnig wünscht sich an dieser Stelle ein Bild. Falls du dabei helfen möchtest, erklärt die Anleitung , wie das geht. |
| Loveland                    | Loveland Opera Theatre                                | Das Loveland Opera Theatre ist eine Opernkompagnie mit Sitz in Loveland, im US-Bundesstaat Colorado. | Website            | Bild gesucht Der Benutzer Bernd Winnig wünscht sich an dieser Stelle ein Bild. Falls du dabei helfen möchtest, erklärt die Anleitung , wie das geht. |
| Lynchburg                   | Opera on the James                                    | Die Opera on the James ist eine Opernkompagnie mit Sitz in Lynchburg, im US-Bundesstaat Virginia. | Website            | Bild gesucht Der Benutzer Bernd Winnig wünscht sich an dieser Stelle ein Bild. Falls du dabei helfen möchtest, erklärt die Anleitung , wie das geht. |
| Madison                     | Fresco Opera Theatre                                  | Das Fresco Opera Theatre ist eine Opernkompagnie mit Sitz in Madison, im US-Bundesstaat Wisconsin. | Website            | Bild gesucht Der Benutzer Bernd Winnig wünscht sich an dieser Stelle ein Bild. Falls du dabei helfen möchtest, erklärt die Anleitung , wie das geht. |
| Madison                     | Madison Opera                                         | Die Madison Opera ist eine regionale Opernkompagnie mit Sitz in Madison, Wisconsin. Sie wurde 1961 als Erweiterung des Madison Symphony Orchestra gegründet und wurde 1993 mit der Inbetriebnahme und Uraufführung von Shining Brow, einer Oper über Frank Lloyd Wright des Komponisten Daron Hagen und des Librettisten Paul Muldoon, national bekannt. Das Unternehmen führt zwei große Opern pro Jahr in der Madison Overture Hall auf, eine kleinere Produktion im Overture’s Playhouse und das kostenlose Sommerkonzert Opera in the Park. | Website            | Bild gesucht Der Benutzer Bernd Winnig wünscht sich an dieser Stelle ein Bild. Falls du dabei helfen möchtest, erklärt die Anleitung , wie das geht. |
| Madison                     | Opera for the Young                                   | Die Opera for the Young ist eine professionelle, tourende Opernkompagnie mit Sitz in Madison, Wisconsin. Das 1970 gegründete Unternehmen bringt während seiner Frühjahrs- und Herbsttourneen professionelle Opernprogramme für Grundschulen im gesamten Mittleren Westen. | Website            | Bild gesucht Der Benutzer Bernd Winnig wünscht sich an dieser Stelle ein Bild. Falls du dabei helfen möchtest, erklärt die Anleitung , wie das geht. |
| Madison                     | Overture Center for the Arts                          | Das Overture Center for the Arts ist ein hochmodernes Zentrum für darstellende Künste und eine Kunstgalerie in Madison, Wisconsin. Das Zentrum wurde am 19. September 2004 eröffnet und löste das ehemalige Bürgerzentrum ab. Neben mehreren Theatern beherbergt das Zentrum auch das Madison Museum of Contemporary Art. | Website            | |
| Manchester (New Hampshire)  | Granite State Opera                                   | Die Granite State Opera war eine Opernkompagnie mit Sitz in Manchester, im US-amerikanischen Bundesstaat New Hampshire. Sie wurde 2009 geschlossen. |                    | Bild gesucht Der Benutzer Bernd Winnig wünscht sich an dieser Stelle ein Bild. Falls du dabei helfen möchtest, erklärt die Anleitung , wie das geht. |
| Manchester (New Hampshire)  | Opera New Hampshire                                   | Die Opera New Hampshire ist eine Opernkompagnie mit Sitz in Manchester, im US-amerikanischen Bundesstaat New Hampshire. | Website            | Bild gesucht Der Benutzer Bernd Winnig wünscht sich an dieser Stelle ein Bild. Falls du dabei helfen möchtest, erklärt die Anleitung , wie das geht. |
| Martinez                    | Martinez Opera Contra Costa                           | Die Martinez Opera Contra Costa ist eine Opernkompagnie mit Sitz in Martinez, im US-amerikanischen Bundesstaat Kalifornien. | Website            | Bild gesucht Der Benutzer Bernd Winnig wünscht sich an dieser Stelle ein Bild. Falls du dabei helfen möchtest, erklärt die Anleitung , wie das geht. |
| Medford                     | Brava! Opera                                          | Die Brava! Opera ist eine Opernkompagnie mit Sitz in Medford, im US-amerikanischen Bundesstaat Oregon. | Website            | Bild gesucht Der Benutzer Bernd Winnig wünscht sich an dieser Stelle ein Bild. Falls du dabei helfen möchtest, erklärt die Anleitung , wie das geht. |
| Medford                     | Rogue Opera                                           | Die Rogue Opera ist eine Opernkompagnie mit Sitz in Medford, im US-amerikanischen Bundesstaat Oregon. | Website            | Bild gesucht Der Benutzer Bernd Winnig wünscht sich an dieser Stelle ein Bild. Falls du dabei helfen möchtest, erklärt die Anleitung , wie das geht. |
| Memphis                     | Opera Memphis                                         | Die Opera Memphis ist eine gemeinnützige Kunstorganisation in Memphis, Tennessee, die 1956 gegründet wurde. | Website            | |
| Metairie                    | Jefferson Performing Arts Center                      | Das Jefferson Performing Arts Center ist ein Theater mit 1.050 Plätzen im LaSalle Park in Metairie, im US-Bundesstaat Louisiana. Es ist die Heimat der Jefferson Performing Arts Society. Der Veranstaltungsort wurde für große Opern, Musicals, Sinfonien, Chorkonzerte, Ballett und modernen Tanz konzipiert. | Website            | Bild gesucht Der Benutzer Bernd Winnig wünscht sich an dieser Stelle ein Bild. Falls du dabei helfen möchtest, erklärt die Anleitung , wie das geht. |
| Miami                       | Adrienne Arsht Center for the Performing Arts         | Das Adrienne Arsht Center for the Performing Arts, allgemein The Arsht Center genannt, ist Floridas größtes Zentrum für darstellende Künste und liegt am Biscayne Boulevard im Omni-Viertel von Miami, Florida. Es ist eines der größten Zentren für darstellende Kunst in den Vereinigten Staaten. | Website            | |
| Miami                       | Florida Grand Opera                                   | Die Florida Grand Opera (FGO) ist eine amerikanische Opernkompagnie mit Sitz in Miami, Florida. Es ist die älteste Organisation für darstellende Kunst in Florida und das siebtälteste Opernhaus des Landes. Die FGO inszeniert ihre Produktionen im Ziff Ballet Opera House, das sich im Adrienne Arsht Center for the Performing Arts in Miami befindet, sowie im Au-Rene-Theater im Broward Center for the Performing Arts in Fort Lauderdale. | Website            | |
| Miami                       | Hispanic-American Lyric Theatre                       | Das Hispanic-American Lyric Theatre ist ein Theaterhaus mit Sitz in Miami, im US-amerikanischen Bundesstaat Florida. | Website            | Bild gesucht Der Benutzer Bernd Winnig wünscht sich an dieser Stelle ein Bild. Falls du dabei helfen möchtest, erklärt die Anleitung , wie das geht. |
| Miami                       | Miami Lyric Opera                                     | Die Miami Lyric Opera ist ein historisches Theater in Miami, Florida. Es befindet sich in der 819 Northwest Second Avenue. Am 4. Januar 1989 wurde es in das US-amerikanische Register für historische Stätten aufgenommen. | Website            | |
| Middlebury                  | Opera Company of Middlebury                           | Die Opera Company of Middlebury (OCM) ist eine US-amerikanische Opernkompagnie in Middlebury, Vermont, die 2004 gegründet wurde. Das Unternehmen präsentiert zwei Opern pro Jahr im Town Hall Theatre. | Website            | Bild gesucht Der Benutzer Bernd Winnig wünscht sich an dieser Stelle ein Bild. Falls du dabei helfen möchtest, erklärt die Anleitung , wie das geht. |
| Middlebury                  | Town Hall Theatre                                     | Das Town Hall Theatre ist ein Theaterhaus in Middlebury, im US-Bundesstaat Vermont. | Website            | Bild gesucht Der Benutzer Bernd Winnig wünscht sich an dieser Stelle ein Bild. Falls du dabei helfen möchtest, erklärt die Anleitung , wie das geht. |
| Middletown                  | Hudson Opera Theatre                                  | Das Hudson Opera Theatre ist ein Theaterhaus in Middletown, im US-Bundesstaat New York. | Website            | Bild gesucht Der Benutzer Bernd Winnig wünscht sich an dieser Stelle ein Bild. Falls du dabei helfen möchtest, erklärt die Anleitung , wie das geht. |
| Milwaukee                   | Broadway Theatre Center                               | Das Broadway Theatre Center ist ein Theaterhaus in Milwaukee, im US-Bundesstaat Wisconsin. | Website            | Bild gesucht Der Benutzer Bernd Winnig wünscht sich an dieser Stelle ein Bild. Falls du dabei helfen möchtest, erklärt die Anleitung , wie das geht. |
| Milwaukee                   | Florentine Opera                                      | Die Florentine Opera Company ist eines der ältesten Zentren für darstellende Kunst in Wisconsin und das sechstälteste Opernhaus der Vereinigten Staaten. Das Unternehmen präsentiert pro Saison drei Inszenierungen, die größtenteils aus dem Standardrepertoire der Oper stammen. Aufführungen finden im Marcus Center in der Innenstadt von Milwaukee, Wisconsin, statt. | Website            | Bild gesucht Der Benutzer Bernd Winnig wünscht sich an dieser Stelle ein Bild. Falls du dabei helfen möchtest, erklärt die Anleitung , wie das geht. |
| Milwaukee                   | Marcus Center                                         | Das Marcus Center for the Performing Arts ist ein Zentrum für darstellende Kunst in Milwaukee, Wisconsin. Es ist die Heimat des Milwaukee Symphony Orchestra, der Florentine Opera, des Milwaukee Ballet, des First Stage Children’s Theatre und anderer lokaler Kulturorganisationen. Es liegt an der Ecke Water Street / State Street in der Innenstadt von Milwaukee und ist im Besitz des Milwaukee County. | Website            | |
| Milwaukee                   | Milwaukee Opera Theatre                               | Das Milwaukee Opera Theatre, umgangssprachlich als MOT bekannt, ist ein professionelles Opern- und Musiktheater-Unternehmen, das seinen Ursprung in Milwaukee, Wisconsin, hat. MOT wurde 1998 gegründet und produziert in jeder Saison mindestens vier Projekte, von klassisch bis zeitgenössisch, mit einer besonderen Affinität für die Arbeit vor Ort. | Website            | Bild gesucht Der Benutzer Bernd Winnig wünscht sich an dieser Stelle ein Bild. Falls du dabei helfen möchtest, erklärt die Anleitung , wie das geht. |
| Milwaukee                   | Skylight Music Theatre                                | Das Skylight Music Theatre, bis Januar 2012 als Skylight Opera Theatre bekannt, ist ein professionelles Opern- und Musiktheaterunternehmen mit Sitz in Milwaukee, Wisconsin. Skylight wurde 1959 gegründet und tritt im Cabot Theatre mit 358 Sitzplätzen im Broadway Theatre Center in Milwaukee auf. | Website            | Bild gesucht Der Benutzer Bernd Winnig wünscht sich an dieser Stelle ein Bild. Falls du dabei helfen möchtest, erklärt die Anleitung , wie das geht. |
| Minneapolis                 | Minnesota Concert Opera                               | Die Minnesota Concert Opera ist eine Opernkompagnie mit Sitz in Minneapolis, im US-amerikanischen Bundesstaat Minnesota. | Website            | Bild gesucht Der Benutzer Bernd Winnig wünscht sich an dieser Stelle ein Bild. Falls du dabei helfen möchtest, erklärt die Anleitung , wie das geht. |
| Minneapolis                 | Minnesota Opera                                       | Die Minnesota Opera ist eine Opernkompagnie mit Sitz in Minneapolis, Minnesota. Sie wurde 1963 vom Walker Art Center gegründet. | Website            | |
| Minneapolis                 | Really Spicy Opera                                    | Die Really Spicy Opera (RSO) ist eine Non-Profit-Organisation für darstellende Kunst, die in Minneapolis, Minnesota, Live-Opern und Musicals produziert. RSO ist eine professionelle Opernfirma, die von 2006 bis 2013 in Boston tätig war. Seit 2014 ist es in den Twin Cities ansässig. Das Programm umfasst eine Mischung aus neuen Musicals und neuen Opern sowie gelegentlich klassische Musicals und Opern. | Website            | Bild gesucht Der Benutzer Bernd Winnig wünscht sich an dieser Stelle ein Bild. Falls du dabei helfen möchtest, erklärt die Anleitung , wie das geht. |
| Minneapolis                 | Walker Art Center                                     | Das Walker Art Center ist ein 1879 vom Holzfäller Thomas Barlow Walker gegründetes Kunstmuseum in Minneapolis, Minnesota. 1927 bezog es seinen heutigen Sitz und war damals das erste öffentliche Kunstmuseum im oberen mittleren Westen der Vereinigten Staaten. Von 1999 bis 2005 wurde das Walker Art Center renoviert und erweitert. Neben einer hell beleuchteten und vergrößerten Ausstellungsfläche verfügt das Museum nun auch über ein Theater. Durch den Umbau wurde der Komplex zu einem multifunktionalen Kulturzentrum. | Website            | |
| Missoula                    | Montana Lyric Opera                                   | Die Montana Lyric Opera ist eine Opernkompagnie mit Sitz in Missoula, im US-amerikanischen Bundesstaat Montana. | Website            | Bild gesucht Der Benutzer Bernd Winnig wünscht sich an dieser Stelle ein Bild. Falls du dabei helfen möchtest, erklärt die Anleitung , wie das geht. |
| Mobile                      | Mobile Opera                                          | Die Mobile Opera ist eine Opernkompagnie mit Sitz in Mobile, im US-amerikanischen Bundesstaat Alabama. Es ist eine der ältesten Organisationen für darstellende Kunst in den Vereinigten Staaten sowie die älteste im Bundesstaat Alabama, die 1945 als Mobile Opera Guild von Rose Palmai-Tenser gegründet wurde. | Website            | Bild gesucht Der Benutzer Bernd Winnig wünscht sich an dieser Stelle ein Bild. Falls du dabei helfen möchtest, erklärt die Anleitung , wie das geht. |
| Modesto                     | Gallo Center for the Arts                             | Das Gallo Center for the Arts ist ein Zentrum für darstellende Kunst in Modesto, im US-Bundesstaat Kalifornien. | Website            | |
| Modesto                     | Townsend Opera                                        | Die Townsend Opera ist eine Opernkompagnie mit Sitz in Modesto, im US-amerikanischen Bundesstaat Kalifornien. | Website            | Bild gesucht Der Benutzer Bernd Winnig wünscht sich an dieser Stelle ein Bild. Falls du dabei helfen möchtest, erklärt die Anleitung , wie das geht. |
| Montclair                   | Opera Theatre of Montclair                            | Das Opera Theatre of Montclair ist ein Theaterhaus mit Sitz in Montclair, im US-amerikanischen Bundesstaat New Jersey. | Website            | Bild gesucht Der Benutzer Bernd Winnig wünscht sich an dieser Stelle ein Bild. Falls du dabei helfen möchtest, erklärt die Anleitung , wie das geht. |
| Montpelier                  | Vermont Opera Theater                                 | Das Vermont Opera Theater ist ein Theaterhaus mit Sitz in Montpelier, im US-amerikanischen Bundesstaat Vermont. | Website            | Bild gesucht Der Benutzer Bernd Winnig wünscht sich an dieser Stelle ein Bild. Falls du dabei helfen möchtest, erklärt die Anleitung , wie das geht. |
| Mount Vernon                | Pacific Northwest Opera                               | Die Pacific Northwest Opera ist eine Opernkompagnie mit Sitz in Mount Vernon, im US-amerikanischen Bundesstaat Washington. | Website            | Bild gesucht Der Benutzer Bernd Winnig wünscht sich an dieser Stelle ein Bild. Falls du dabei helfen möchtest, erklärt die Anleitung , wie das geht. |
| Naples                      | Gulfshore Opera                                       | Die Gulfshore Opera ist eine Opernkompagnie mit Sitz in Naples, im US-amerikanischen Bundesstaat Florida. | Website            | Bild gesucht Der Benutzer Bernd Winnig wünscht sich an dieser Stelle ein Bild. Falls du dabei helfen möchtest, erklärt die Anleitung , wie das geht. |
| Naples                      | Opera Naples                                          | Die Opera Naples ist eine Opernkompagnie mit Sitz in Naples, im US-amerikanischen Bundesstaat Florida. | Website            | Bild gesucht Der Benutzer Bernd Winnig wünscht sich an dieser Stelle ein Bild. Falls du dabei helfen möchtest, erklärt die Anleitung , wie das geht. |
| Nashville                   | Nashville Opera Association                           | Die Nashville Opera Association ist eine professionelle Opernkompagnie in Nashville, Tennessee. Das Unternehmen bietet vier vollständig inszenierte Opernproduktionen und ein On Tour-Bildungsprogramm während einer jährlichen Saison, die von Oktober bis April läuft. Auftritte werden im Tennessee Performing Arts Center in der Innenstadt von Nashville und im Noah Liff Opera Center in West-Nashville angeboten. | Website            | Bild gesucht Der Benutzer Bernd Winnig wünscht sich an dieser Stelle ein Bild. Falls du dabei helfen möchtest, erklärt die Anleitung , wie das geht. |
| Nashville                   | Noah Liff Opera Center                                | Das Noah Liff Opera Center ist ein Opernhaus mit Sitz in Nashville, im US-amerikanischen Bundesstaat Tennessee. | Website            | Bild gesucht Der Benutzer Bernd Winnig wünscht sich an dieser Stelle ein Bild. Falls du dabei helfen möchtest, erklärt die Anleitung , wie das geht. |
| Nashville                   | Tennessee Performing Arts Center                      | Das Tennessee Performing Arts Center oder TPAC befindet sich im James K. Polk Cultural Center in der 505 Deaderick Street in der Innenstadt von Nashville, Tennessee. Es erstreckt sich über einen ganzen Block zwischen der 5th und 6th Avenue North sowie der Deaderick and Union Street. Das Kulturzentrum beherbergt auch das Tennessee State Museum und grenzt an das 18-stöckige James K. Polk State Office Building. | Website            | |
| Natick                      | Opera del West                                        | Die Opera del West ist eine Opernkompagnie mit Sitz in Natick, im US-amerikanischen Bundesstaat Massachusetts. | Website            | Bild gesucht Der Benutzer Bernd Winnig wünscht sich an dieser Stelle ein Bild. Falls du dabei helfen möchtest, erklärt die Anleitung , wie das geht. |
| Newark                      | Newark Symphony Hall                                  | Die Newark Symphony Hall in der 1020 Broad Street in Newark (Essex County, New Jersey) wurde im Jahr 1925 erbaut und 1977 in das National Register of Historic Places aufgenommen. Sie war seit vielen Jahren als The Mosque Theatre bekannt. | Website            | |
| Newark                      | New Jersey Performing Arts Center                     | Das New Jersey Performing Arts Center (NJPAC) in der Innenstadt von Newark, New Jersey, ist eines der größten Kulturzentren der Vereinigten Staaten. Das New Jersey Symphony Orchestra (NJSO) beherbergt seit seiner Eröffnung im Oktober 1997 auf dem Gelände des ehemaligen Military Park Hotels mehr als 9 Millionen Besucher (darunter mehr als eine Million Kinder). | Website            | |
| Newark                      | New Jersey State Opera                                | Die New Jersey State Opera ist eine Opernkompagnie mit Sitz in Newark, New Jersey. Sie wurde 1964 als Opera Theatre of Westfield gegründet und kurz nach der Eröffnung wurde Alfredo Silipigni als künstlerischer Direktor eingestellt. Der Name wurde 1965 in Opera Theatre of New Jersey geändert und 1968 zog das Unternehmen in die Newark Symphony Hall um. 1974 erhielt das Unternehmen den heutigen Namen. Das Unternehmen zog 1998 ins New Jersey Performing Arts Center (NJPAC). | Website            | Bild gesucht Der Benutzer Bernd Winnig wünscht sich an dieser Stelle ein Bild. Falls du dabei helfen möchtest, erklärt die Anleitung , wie das geht. |
| New Haven                   | Hillhouse Opera Company                               | Die Hillhouse Opera Company ist eine US-amerikanische Non-Profit-Opernkompagnie in New Haven im US-Bundesstaat Connecticut. Die Hillhouse Opera Company wurde 2008 von Victoria Leigh Gardner, Nicole Rodriguez und Jim Coatsworth gegründet. | Website            | Bild gesucht Der Benutzer Bernd Winnig wünscht sich an dieser Stelle ein Bild. Falls du dabei helfen möchtest, erklärt die Anleitung , wie das geht. |
| New Haven                   | Yale Baroque Opera Project                            | Das Yale Baroque Opera Project ist eine Opernkompagnie in New Haven, im US-Bundesstaat Connecticut. | Website            | Bild gesucht Der Benutzer Bernd Winnig wünscht sich an dieser Stelle ein Bild. Falls du dabei helfen möchtest, erklärt die Anleitung , wie das geht. |
| New London                  | Connecticut Lyric Opera                               | Die Connecticut Lyric Opera wurde 2003 von einer Gruppe professioneller Musiker und Opernliebhaber gegründet und hat ihren Sitz in New London, Connecticut. Heute ist sie die einzige Opernkompagnie, die im Südosten von Connecticut zu sehen ist. | Website            | Bild gesucht Der Benutzer Bernd Winnig wünscht sich an dieser Stelle ein Bild. Falls du dabei helfen möchtest, erklärt die Anleitung , wie das geht. |
| New Orleans                 | New Orleans Opera                                     | Die New Orleans Opera besteht seit 1943 und stellt eine bedeutende Oper der amerikanischen Südstaaten in New Orleans dar. Ihre Hauptspielstätte ist das Mahalia Jackson Theater of the Performing Arts, welches dreieinhalb Jahre nach den Zerstörungen durch Hurrikan Katrina am 17. Januar 2009 wiedereröffnet werden konnte. | Website            | Bild gesucht Der Benutzer Bernd Winnig wünscht sich an dieser Stelle ein Bild. Falls du dabei helfen möchtest, erklärt die Anleitung , wie das geht. |
| New Orleans                 | French Opera House                                    | Das French Opera House oder Théâtre de l’Opéra war ein Opernhaus im French Quarter von New Orleans. Es war eines der Wahrzeichen der Stadt von der Eröffnung im Jahr 1859 bis zur Zerstörung durch einen Brand im Jahr 1919. |                    | |
| New Orleans                 | Mahalia Jackson Theater of the Performing Arts        | Das Mahalia Jackson Theater for the Performing Arts ist ein Theater im Louis Armstrong Park in New Orleans, Louisiana. Es wurde nach der in New Orleans geborenen Gospel-Sänger Mahalia Jackson benannt. Das Theater wurde im Januar 2009 wiedereröffnet, nachdem es seit Hurrikan Katrina (29. August 2005) geschlossen wurde. Das Theater ist der Sitz der New Orleans Ballet Association, der New Orleans Opera Association und der Broadway Across America Tournee-Produktionen. | Website            | |
| New Orleans                 | Theatre de la Renaissance                             | Das Theatre de la Renaissance war ein Theater in New Orleans, Louisiana. Es wurde 1840 mit Mitgliedern des Negro Philharmonic Orchestra mit ausschließlich schwarzen Darstellern eröffnet. Das Programm des Theaters umfasste Varieté-Shows, Theaterstücke und andere Produktionen für das afroamerikanische Publikum. |                    | Bild gesucht Der Benutzer Bernd Winnig wünscht sich an dieser Stelle ein Bild. Falls du dabei helfen möchtest, erklärt die Anleitung , wie das geht. |
| New Orleans                 | Theatre de la Rue Saint Pierre                        | Das Theatre de la Rue Saint Pierre oder Le Spectacle de la Rue Saint Pierre Theater de la Rue Saint Pierre oder Le Spectacle de la Rue Saint Pierre war das erste (französischsprachige) Theater in New Orleans in Louisiana, das zwischen 1792 und 1810 aktiv war. Es wurde 1792 eröffnet und war den spanischsprachigen Bürgern als El Coliseo und den französischsprachigen Bürgern als La Salle Comedie bekannt. |                    | Bild gesucht Der Benutzer Bernd Winnig wünscht sich an dieser Stelle ein Bild. Falls du dabei helfen möchtest, erklärt die Anleitung , wie das geht. |
| New Orleans                 | Théâtre d’Orléans                                     | Das Théâtre d’Orléans war in der ersten Hälfte des 19. Jahrhunderts das bedeutendste Opernhaus in New Orleans. Viele Erstaufführungen französischer Opern fanden hier statt. Der Bau begann im Jahre 1806, die Eröffnung wurde jedoch bis Oktober 1815 (nach dem Krieg von 1812) verschoben. Nach einem Brand wurde es (zusammen mit dem angrenzenden Orleans Ballroom) wieder aufgebaut und 1819 wiedereröffnet. Das Theater wurde 1866 durch einen Brand zerstört, der Ballsaal wird jedoch immer noch genutzt. |                    | |
| New Rochelle                | New Rochelle Opera                                    | Die New Rochelle Opera ist eine Opernkompagnie in New Rochelle, im US-Bundesstaat New York. | Website            | Bild gesucht Der Benutzer Bernd Winnig wünscht sich an dieser Stelle ein Bild. Falls du dabei helfen möchtest, erklärt die Anleitung , wie das geht. |
| New York City               | Amato Opera                                           | Die Amato Opera war ein Opernhaus in East Village, New York City. Sie wurde 1948 von Anthony und Sally Bell Amato gegründet und geleitet. Sie galt als kleinste Oper der Welt. Am 31. Mai 2009 fand mit Le nozze di Figaro die letzte Aufführung statt. Die Oper wird heute als Bleecker Street Opera und Amore Opera von ehemaligen Mitarbeitern fortgeführt. |                    | |
| New York City               | American Lyric Theater                                | Das American Lyric Theater (ALT) ist eine Opernkompagnie mit Sitz in New York City, das sich auf die Entwicklung neuer Werke spezialisiert hat. Sie wurde 2005 von Lawrence Edelson gegründet. | Website            | Bild gesucht Der Benutzer Bernd Winnig wünscht sich an dieser Stelle ein Bild. Falls du dabei helfen möchtest, erklärt die Anleitung , wie das geht. |
| New York City               | American Opera Projects                               | American Opera Projects (AOP) ist eine professionelle Opernkompagnie mit Sitz in Brooklyn. Sie ist Mitglied von OPERA America, der Fort Greene Association, der Downtown Brooklyn Arts Alliance und der Alliance of Resident Theatres / New York (A.R.T./NY). AOP wurde 1988 von Grethe Barrett Holby gegründet, der von 1988 bis 2001 auch künstlerische Leiterin war. | Website            | Bild gesucht Der Benutzer Bernd Winnig wünscht sich an dieser Stelle ein Bild. Falls du dabei helfen möchtest, erklärt die Anleitung , wie das geht. |
| New York City               | American Savoyards                                    | American Savoyards war eine Off-Broadway- und Tournee-Theaterkompagnie, die komische Opern, hauptsächlich die Werke von Gilbert und Sullivan in New York City und auf Tournee zwischen 1948 und 1967 produzierten. |                    | Bild gesucht Der Benutzer Bernd Winnig wünscht sich an dieser Stelle ein Bild. Falls du dabei helfen möchtest, erklärt die Anleitung , wie das geht. |
| New York City               | Amore Opera                                           | Die Amore Opera ist eine Opernkompagnie mit Sitz in New York City. | Website            | Bild gesucht Der Benutzer Bernd Winnig wünscht sich an dieser Stelle ein Bild. Falls du dabei helfen möchtest, erklärt die Anleitung , wie das geht. |
| New York City               | Bare Opera                                            | Die Bare Opera ist eine Opernkompagnie mit Sitz in New York City. | Website            | Bild gesucht Der Benutzer Bernd Winnig wünscht sich an dieser Stelle ein Bild. Falls du dabei helfen möchtest, erklärt die Anleitung , wie das geht. |
| New York City               | Bronx Opera                                           | Die Bronx Opera ist eine Opernkompagnie mit Sitz in New York City. | Website            | Bild gesucht Der Benutzer Bernd Winnig wünscht sich an dieser Stelle ein Bild. Falls du dabei helfen möchtest, erklärt die Anleitung , wie das geht. |
| New York City               | Bronx Opera House                                     | Das Bronx Opera House ist ein ehemaliges Theater und Teil des Subway Circuit, der jetzt in ein Boutique-Hotel in der Bronx, New York, umgewandelt wurde. Es wurde von George M. Keister entworfen und 1913 in der 436 East 149th Street errichtet. Es wurde am Eröffnungsabend am Samstag, dem 30. August 1913 feierlich eingeweiht. |                    | |
| New York City               | Brooklyn Academy of Music                             | Die Brooklyn Academy of Music (BAM) ist ein Veranstaltungsort für darstellende Kunst in Brooklyn, New York City, bekannt als Zentrum für progressive und avantgardistische Aufführungen. Sie wurde 1861 gegründet und 1908 an ihrem heutigen Standort in Betrieb genommen. | Website            | |
| New York City               | Cantiamo Opera Theater                                | Das Cantiamo Opera Theater ist eine Opernkompagnie mit Sitz in New York City. |                    | Bild gesucht Der Benutzer Bernd Winnig wünscht sich an dieser Stelle ein Bild. Falls du dabei helfen möchtest, erklärt die Anleitung , wie das geht. |
| New York City               | Center for Contemporary Opera                         | Das Center for Contemporary Opera (CCO) ist eine professionelle Opernkompagnie mit Sitz in New York City. Sie ist Mitglied von OPERA America. Das Unternehmen konzentriert sich auf die Produktion und Entwicklung neuer Opern- und Musiktheaterwerke und die Wiederbelebung seltener amerikanischer Opern, die nach dem Zweiten Weltkrieg geschrieben wurden. Das Centre for Contemporary Opera hat die Uraufführungen vieler in der zweiten Hälfte des 20. Jahrhunderts entstandener Werke inszeniert. Das Unternehmen wurde 1982 von Richard Marshall gegründet, dem früheren Leiter der Charlotte Opera Association in North Carolina. | Website            | Bild gesucht Der Benutzer Bernd Winnig wünscht sich an dieser Stelle ein Bild. Falls du dabei helfen möchtest, erklärt die Anleitung , wie das geht. |
| New York City               | Chelsea Opera                                         | Die Chelsea Opera ist eine Opernkompagnie mit Sitz in New York City, die im April 2004 von Leonarda Priore und Lynne Hayden-Findlay gegründet wurde. Beide Sänger waren auf der Suche nach mehr Aufführungsmöglichkeiten mit Kammerorchester in den US-Bundesstaaten New York, New Jersey und Connecticut. | Website            | Bild gesucht Der Benutzer Bernd Winnig wünscht sich an dieser Stelle ein Bild. Falls du dabei helfen möchtest, erklärt die Anleitung , wie das geht. |
| New York City               | David H. Koch Theater                                 | Das David H. Koch Theater ist ein Theater für Ballett, moderne und andere Tanzformen. Es ist Teil des Lincoln Center for the Performing Arts, gelegen an der Kreuzung der Columbus Avenue und der 63rd Street in New York City. Ursprünglich als New York State Theatre bezeichnet ist es die Heimstätte des New York City Ballet und im Herbst Veranstaltungsort für das American Ballet Theatre. Es diente der New York City Opera von 1964 bis 2011 als Heimstätte. | Website            | |
| New York City               | Dicapo Opera Theatre                                  | Das Dicapo Opera Theatre ist eine New Yorker Opernkompagnie. Sie wurde 1981 von Generaldirektor Michael Capasso und Artistic Director Diane Martindale gegründet. 2013 wurde der Betrieb eingestellt. | Website            | Bild gesucht Der Benutzer Bernd Winnig wünscht sich an dieser Stelle ein Bild. Falls du dabei helfen möchtest, erklärt die Anleitung , wie das geht. |
| New York City               | Empire Opera                                          | Die Empire Opera ist eine Opernkompagnie mit Sitz in New York City. | Website            | Bild gesucht Der Benutzer Bernd Winnig wünscht sich an dieser Stelle ein Bild. Falls du dabei helfen möchtest, erklärt die Anleitung , wie das geht. |
| New York City               | Encompass New Opera Theatre                           | Das Encompass New Opera Theatre ist ein professionelles Opernhaus mit Sitz in New York City, das sich auf die Premiere neuer Produktionen und die Wiederbelebung von Opern des 20. Jahrhunderts amerikanischer und internationaler Komponisten spezialisiert hat. Encompass, ein Mitglied der Opera America, wurde 1975 von Nancy Rhodes gegründet. | Website            | Bild gesucht Der Benutzer Bernd Winnig wünscht sich an dieser Stelle ein Bild. Falls du dabei helfen möchtest, erklärt die Anleitung , wie das geht. |
| New York City               | Family Opera Initiative                               | Die Family Opera Initiative (FOI) ist eine US-amerikanische Opernkompagnie mit Sitz in New York City. Sie wurde 1995 von Grethe Barrett Holby gegründet, die auch American Opera Projects hat. | Website            | Bild gesucht Der Benutzer Bernd Winnig wünscht sich an dieser Stelle ein Bild. Falls du dabei helfen möchtest, erklärt die Anleitung , wie das geht. |
| New York City               | Gotham Chamber Opera                                  | Die Gotham Chamber Opera Gotham Chamber Opera war eine professionelle Opernkompagnie mit Sitz in New York City. Das Unternehmen wurde im Jahr 2000 unter dem Namen Henry StreetChamber Opera von dem künstlerischen Leiter Neal Goren gegründet und hatte sich auf die Produktion von Barockopern spezialisiert. Im Jahr 2003 wurde der Name in Gotham Chamber Opera (GCO) geändert und 2015 geschlossen. | Website            | Bild gesucht Der Benutzer Bernd Winnig wünscht sich an dieser Stelle ein Bild. Falls du dabei helfen möchtest, erklärt die Anleitung , wie das geht. |
| New York City               | Howard Gilman Opera House                             | Das Howard Gilman Opera House ist ein Opernhaus in New York City. Es ist Teil der Brooklyn Academy of Music. | Website            | |
| New York City               | Jeannette Thurbers American Opera Company             | Die Jeannette Thurbers American Opera Company wurde 1886 von Jeannette Meyers Thurber gegründet, die wenige Monate zuvor auch das National Conservatory of Music of America gegründet hatte. Die in New York City ansässige American Opera Company stand unter der musikalischen Leitung von Theodore Thomas. |                    | Bild gesucht Der Benutzer Bernd Winnig wünscht sich an dieser Stelle ein Bild. Falls du dabei helfen möchtest, erklärt die Anleitung , wie das geht. |
| New York City               | La Gran Scena Opera Company                           | Die La Gran Scena Opera Company war eine Opernkompagnie mit Sitz in New York City. |                    | Bild gesucht Der Benutzer Bernd Winnig wünscht sich an dieser Stelle ein Bild. Falls du dabei helfen möchtest, erklärt die Anleitung , wie das geht. |
| New York City               | Liederkranz Opera Theater                             | Das Liederkranz Opera Theater ist eine Opernkompagnie mit Sitz in New York City. | Website            | Bild gesucht Der Benutzer Bernd Winnig wünscht sich an dieser Stelle ein Bild. Falls du dabei helfen möchtest, erklärt die Anleitung , wie das geht. |
| New York City               | Light Opera of Manhattan                              | Die Light Opera of Manhattan oder LOOM war eine Off-Broadway-Theatergruppe, die zwischen 1968 und 1989 in New York City komische Opern produzierte, darunter Werke von Gilbert und Sullivan sowie amerikanische Operetten. |                    | Bild gesucht Der Benutzer Bernd Winnig wünscht sich an dieser Stelle ein Bild. Falls du dabei helfen möchtest, erklärt die Anleitung , wie das geht. |
| New York City               | Lincoln Center                                        | Das Lincoln Center oder Lincoln Center for the Performing Arts ist das bedeutendste und bekannteste Kulturzentrum der Stadt New York City. Es befindet sich auf einem Areal von ca. 61.000 m² im Westen von Manhattan zwischen der Amsterdam Avenue und der Columbus Avenue sowie der 62nd Street und der 66th Street. Im Norden grenzt es an den Lincoln Square. | Website            | |
| New York City               | Little Opera Theatre of New York                      | Das Little Opera Theatre of New York ist eine Opernkompagnie mit Sitz in New York City. | Website            | Bild gesucht Der Benutzer Bernd Winnig wünscht sich an dieser Stelle ein Bild. Falls du dabei helfen möchtest, erklärt die Anleitung , wie das geht. |
| New York City               | Loft Opera                                            | Die Loft Opera ist eine Opernkompagnie mit Sitz in New York City. | Website            | Bild gesucht Der Benutzer Bernd Winnig wünscht sich an dieser Stelle ein Bild. Falls du dabei helfen möchtest, erklärt die Anleitung , wie das geht. |
| New York City               | Long Island Opera Company                             | Die Long Island Opera Company ist eine Opernkompagnie mit Sitz in New York City. | Website            | Bild gesucht Der Benutzer Bernd Winnig wünscht sich an dieser Stelle ein Bild. Falls du dabei helfen möchtest, erklärt die Anleitung , wie das geht. |
| New York City               | Manhattan Opera Company                               | Die Manhattan Opera Company war eine in New York City ansässige Opernkompagnie. Sie war von 1906 bis 1910 tätig und wurde von Oscar Hammerstein I gegründet. |                    | Bild gesucht Der Benutzer Bernd Winnig wünscht sich an dieser Stelle ein Bild. Falls du dabei helfen möchtest, erklärt die Anleitung , wie das geht. |
| New York City               | Metropolitan Opera                                    | Die Metropolitan Opera ist eine Theater-Gesellschaft am Lincoln Center in New York City. Sie wird umgangssprachlich als „Met“ bezeichnet und zählt zu den weltweit führenden Opernhäusern. Die Metropolitan Opera Company wurde im Jahre 1880 gegründet und erhielt ein vom Architekten J. Cleaveland Cady erbautes Opernhaus, das zwischen der 39. und 40. Straße am Broadway lag. Am 27. August 1892 beschädigte ein Brand das Gebäude schwer. Nach umfangreichen Renovierungsarbeiten konnte die Spielstätte wieder öffnen und noch bis 1966 genutzt werden. Danach entschloss sich die Metropolitan Opera Company, ihren Sitz und damit ihr Opernhaus an ihren heutigen Standort zu verlegen. Das erste Opernhaus wurde 1967 abgerissen. Die Metropolitan Opera eröffnete am 22. Oktober 1883 mit der Oper Faust (deutscher Titel Margarete) von Charles Gounod. Die Eröffnung des neuen Opernsaals im Lincoln Center am 16. September 1966 war gleichzeitig die Uraufführung von Samuel Barbers Antonius und Cleopatra. | Website            | |
| New York City               | Millennial Arts Productions                           | Die Millennial Arts Productions ist eine Opernkompagnie mit Sitz in New York City. | Website            | Bild gesucht Der Benutzer Bernd Winnig wünscht sich an dieser Stelle ein Bild. Falls du dabei helfen möchtest, erklärt die Anleitung , wie das geht. |
| New York City               | New Camerata Opera                                    | Die New Camerata Opera ist eine Opernkompagnie mit Sitz in New York City. | Website            | Bild gesucht Der Benutzer Bernd Winnig wünscht sich an dieser Stelle ein Bild. Falls du dabei helfen möchtest, erklärt die Anleitung , wie das geht. |
| New York City               | New York City Opera                                   | Die New York City Opera (NYCO) war eine Operninstitution in New York City, die von 1943 bis 2013 existierte. Die New York City Opera wurde 1943 gegründet und war nach der Metropolitan Opera (MET) die zweitgrößte Kultureinrichtung ihrer Art in der Stadt. Ziel war es, durch günstige Eintrittspreise Opernbesuche für breitere Bevölkerungsschichten zu ermöglichen, weshalb der damalige Bürgermeister Fiorello LaGuardia die NYCO auch als „the people's opera“ bezeichnete. In der ersten Opernsaison 1944 wurden u. a. Giacomo Puccinis Tosca und Georges Bizets Carmen aufgeführt. Am 1. Oktober 2013 erklärte die NYCO ihre Zahlungsunfähigkeit und kündigte die Schließung und Abwicklung an. 2016 wurde die Opernkompagnie wiederbelebt. | Website            | Bild gesucht Der Benutzer Bernd Winnig wünscht sich an dieser Stelle ein Bild. Falls du dabei helfen möchtest, erklärt die Anleitung , wie das geht. |
| New York City               | New York Gilbert and Sullivan Players                 | Die New York Gilbert and Sullivan Players (auch bekannt als NYGASP) sind ein professionelles Repertoire-Theaterunternehmen mit Sitz in New York City, das sich seit über 40 Jahren auf die komischen Opern von Gilbert und Sullivan spezialisiert hat. Es führt eine jährliche Saison in New York City durch und bereist ausgiebige Touren in Nordamerika. | Website            | Bild gesucht Der Benutzer Bernd Winnig wünscht sich an dieser Stelle ein Bild. Falls du dabei helfen möchtest, erklärt die Anleitung , wie das geht. |
| New York City               | New York Grand Opera                                  | Die New York Grand Opera ist eine Opernkompagnie mit Sitz in New York City. | Website            | Bild gesucht Der Benutzer Bernd Winnig wünscht sich an dieser Stelle ein Bild. Falls du dabei helfen möchtest, erklärt die Anleitung , wie das geht. |
| New York City               | New York Opera Forum                                  | Das New York Opera Forum ist eine Opernkompagnie mit Sitz in New York City. | Website            | Bild gesucht Der Benutzer Bernd Winnig wünscht sich an dieser Stelle ein Bild. Falls du dabei helfen möchtest, erklärt die Anleitung , wie das geht. |
| New York City               | Opera Company of Brooklyn                             | Die Opera Company of Brooklyn (OCB) ist eine Opernkompagnie, die im Jahr 2000 gegründet wurde und an verschiedenen Orten in New York City auftritt. Es handelt sich um eine gemeinnützige Organisation. | Website            | Bild gesucht Der Benutzer Bernd Winnig wünscht sich an dieser Stelle ein Bild. Falls du dabei helfen möchtest, erklärt die Anleitung , wie das geht. |
| New York City               | Opera Ebony                                           | Die Opera Ebony ist eine Opernkompagnie mit Sitz in New York City. | Website            | Bild gesucht Der Benutzer Bernd Winnig wünscht sich an dieser Stelle ein Bild. Falls du dabei helfen möchtest, erklärt die Anleitung , wie das geht. |
| New York City               | Regina Opera Company                                  | Die Regina Opera Company ist eine Opernkompagnie mit Sitz in New York City. | Website            | Bild gesucht Der Benutzer Bernd Winnig wünscht sich an dieser Stelle ein Bild. Falls du dabei helfen möchtest, erklärt die Anleitung , wie das geht. |
| New York City               | Riverside Opera Ensemble                              | Das Riverside Opera Ensemble ist eine Opernkompagnie mit Sitz in New York City. | Website            | Bild gesucht Der Benutzer Bernd Winnig wünscht sich an dieser Stelle ein Bild. Falls du dabei helfen möchtest, erklärt die Anleitung , wie das geht. |
| New York City               | San Carlo Opera Company                               | Die San Carlo Opera Company (später: San Carlo Grand Opera Company) war eine große Operntruppe, die vom italienisch-amerikanischen Impresario Fortune Gallo gegründet wurde. Gallo übernahm 1910 die Leitung einer von Mario Lombardi geleiteten Tournee-Opernkompagnie, die in St. Louis, Missouri, gestrandet war, und brachte sie nach New York zurück, entwirrte ihre Finanzen und organisierte sie als San Carlo Opera Company neu im Dezember 1913 mit einer Uraufführung von Georges Bizets Carmen. Bis zu seiner Auflösung Mitte der 1950er Jahre tourte die Kompagnie – 100 Mitglieder, darunter 30 Instrumentalisten – jährlich durch die USA und Kanada, besuchte Städte und Gemeinden, die von anderen Kompagnien schlecht bedient wurden, und wagte sich oft bis nach Europa und Südamerika. 1927 baute Gallo das Gallo Opera House in der West 54th Street in New York. Es wurde später zum Nachtclub Studio 54.                                                                                               |                    | Bild gesucht Der Benutzer Bernd Winnig wünscht sich an dieser Stelle ein Bild. Falls du dabei helfen möchtest, erklärt die Anleitung , wie das geht. |
| New York City               | Teatro Grattacielo                                    | Das Teatro Grattacielo ist ein professionelles Opernhaus mit Sitz in New York City, das sich auf Konzertauftritte von selten gehörten Verismo-Opern spezialisiert hat. | Website            | Bild gesucht Der Benutzer Bernd Winnig wünscht sich an dieser Stelle ein Bild. Falls du dabei helfen möchtest, erklärt die Anleitung , wie das geht. |
| New York City               | Vocal Productions NYC                                 | Die Vocal Productions NYC ist eine Opernkompagnie mit Sitz in New York City. | Website            | Bild gesucht Der Benutzer Bernd Winnig wünscht sich an dieser Stelle ein Bild. Falls du dabei helfen möchtest, erklärt die Anleitung , wie das geht. |
| Newberry (South Carolina)   | Newberry Opera House                                  | Das Newberry Opera House in Newberry, South Carolina, ist ein vollständig restauriertes historisches Gebäude, in dem Live-Performances für beliebte Künstler, Tourentheater-Unternehmen und lokale Organisationen stattfinden. Es ist im National Register of Historic Places von 1969 aufgeführt. | Website            | |
| Newton (Massachusetts)      | Commonwealth Lyric Theater                            | Das Commonwealth Lyric Theater ist eine Opernkompagnie mit Sitz in Newton, im US-amerikanischen Bundesstaat Massachusetts. | Website            | Bild gesucht Der Benutzer Bernd Winnig wünscht sich an dieser Stelle ein Bild. Falls du dabei helfen möchtest, erklärt die Anleitung , wie das geht. |
| Newton (Massachusetts)      | Helios Early Opera                                    | Die Helios Early Opera ist eine Opernkompagnie mit Sitz in Newton, im US-amerikanischen Bundesstaat Massachusetts. | Website            | Bild gesucht Der Benutzer Bernd Winnig wünscht sich an dieser Stelle ein Bild. Falls du dabei helfen möchtest, erklärt die Anleitung , wie das geht. |
| Norfolk                     | Harrison Opera House                                  | Das Edythe C. and Stanley L. Harrison Opera House, auch als Harrison Opera House bekannt, ist das offizielle Zuhause der Virginia Opera im Neon District von Norfolk, Virginia. Einst ein USO-Theater aus dem Zweiten Weltkrieg, das als Center Theater bekannt war, wurde der Veranstaltungsort renoviert und 1993 als Opernhaus mit 1.632 Sitzplätzen wiedereröffnet. Das Opernhaus ist nach Stanley und Edythe Harrison benannt, einem ehemaligen Mitglied des Virginia House of Delegates und Gründungspräsidenten der Virginia Opera. | Website            | |
| Norfolk                     | Virginia Opera                                        | Die Virginia Opera ist eine Opernkompagnie mit Sitz in Norfolk, im US-Bundesstaat Virginia. | Website            | Bild gesucht Der Benutzer Bernd Winnig wünscht sich an dieser Stelle ein Bild. Falls du dabei helfen möchtest, erklärt die Anleitung , wie das geht. |
| Norman (Oklahoma)           | Cimarron Opera                                        | Die Cimarron Opera ist eine Opernkompagnie mit Sitz in Norman, im US-Bundesstaat Oklahoma. | Website            | Bild gesucht Der Benutzer Bernd Winnig wünscht sich an dieser Stelle ein Bild. Falls du dabei helfen möchtest, erklärt die Anleitung , wie das geht. |
| Oakland                     | Oakland Opera Theater                                 | Das Oakland Opera Theater ist eine Opernkompagnie mit Sitz in Oakland, im US-Bundesstaat Kalifornien. | Website            | Bild gesucht Der Benutzer Bernd Winnig wünscht sich an dieser Stelle ein Bild. Falls du dabei helfen möchtest, erklärt die Anleitung , wie das geht. |
| Oklahoma City               | Painted Sky Opera                                     | Die Painted Sky Opera ist eine Opernkompagnie mit Sitz in Oklahoma City, im US-Bundesstaat Oklahoma. | Website            | Bild gesucht Der Benutzer Bernd Winnig wünscht sich an dieser Stelle ein Bild. Falls du dabei helfen möchtest, erklärt die Anleitung , wie das geht. |
| Omaha                       | Opera Omaha                                           | Die Opera Omaha ist eine Opernkompagnie in Omaha, im US-Bundesstaat Nebraska. Das 1958 gegründete professionelle Unternehmen ist weithin bekannt für seine Veranstaltungen des International Fall Festival in den 1980er und 1990er Jahren, die internationale Aufmerksamkeit erreichten und für eine Reihe bemerkenswerter Uraufführungen. | Website            | Bild gesucht Der Benutzer Bernd Winnig wünscht sich an dieser Stelle ein Bild. Falls du dabei helfen möchtest, erklärt die Anleitung , wie das geht. |
| Orlando                     | Opera Orlando                                         | Die Opera Orlando ist eine Opernkompagnie mit Sitz in Orlando, im US-Bundesstaat Florida. | Website            | Bild gesucht Der Benutzer Bernd Winnig wünscht sich an dieser Stelle ein Bild. Falls du dabei helfen möchtest, erklärt die Anleitung , wie das geht. |
| Oswego                      | Oswego Opera Theatre                                  | Das Oswego Opera Theatre ist eine Opernkompagnie mit Sitz in Oswego, im US-Bundesstaat New York. | Website            | Bild gesucht Der Benutzer Bernd Winnig wünscht sich an dieser Stelle ein Bild. Falls du dabei helfen möchtest, erklärt die Anleitung , wie das geht. |
| Palo Alto                   | West Bay Opera                                        | Die West Bay Opera ist ein Opernhaus mit Sitz in Palo Alto, Kalifornien. West Bay Opera wurde 1955 gegründet und ist nach der San Francisco Opera die zweitälteste kontinuierlich operierende Opernkompagnie in Kalifornien. | Website            | Bild gesucht Der Benutzer Bernd Winnig wünscht sich an dieser Stelle ein Bild. Falls du dabei helfen möchtest, erklärt die Anleitung , wie das geht. |
| Pasadena                    | Opera Pasadena                                        | Die Opera Pasadena ist eine Opernkompagnie mit Sitz in Pasadena, im US-Bundesstaat Kalifornien. | Website            | Bild gesucht Der Benutzer Bernd Winnig wünscht sich an dieser Stelle ein Bild. Falls du dabei helfen möchtest, erklärt die Anleitung , wie das geht. |
| Peekskill                   | Taconic Opera                                         | Die Taconic Opera ist eine Opernkompagnie mit Sitz in Peekskill, im US-Bundesstaat New York. | Website            | Bild gesucht Der Benutzer Bernd Winnig wünscht sich an dieser Stelle ein Bild. Falls du dabei helfen möchtest, erklärt die Anleitung , wie das geht. |
| Pensacola                   | Pensacola Opera                                       | Die Pensacola Opera ist eine US-amerikanische Opernkompagnie mit Sitz in Pensacola, Florida. Das 1983 gegründete Unternehmen präsentiert eine jährliche Operensaison im Saenger Theater. | Website            | Bild gesucht Der Benutzer Bernd Winnig wünscht sich an dieser Stelle ein Bild. Falls du dabei helfen möchtest, erklärt die Anleitung , wie das geht. |
| Petaluma                    | Cinnabar Theater                                      | Das Cinnabar Theater ist eine Opernkompagnie mit Sitz in Petaluma, im US-Bundesstaat Kalifornien. | Website            | Bild gesucht Der Benutzer Bernd Winnig wünscht sich an dieser Stelle ein Bild. Falls du dabei helfen möchtest, erklärt die Anleitung , wie das geht. |
| Philadelphia                | Academy of Music (Philadelphia)                       | Die Academy of Music, auch American Academy of Music, ist ein amerikanisches Opernhaus in Philadelphia. Im Vorfeld des Baus wurde 1854 ein Wettbewerb ausgerufen, den der angesehene und vor allem in Philadelphia tätige Architekt Napoleon LeBrun gewann. An der Grundsteinlegung 1855 nahm der damalige Präsident der Vereinigten Staaten Franklin Pierce teil. Das Opernhaus wurde im Jahre 1857 fertiggestellt, die erste Aufführung war am 25. Februar des Jahres Il trovatore von Giuseppe Verdi. Die Academy of Music wird seither ununterbrochen als Opernhaus genutzt und ist somit das älteste für diese Zwecke genutzte Gebäude in den USA. Die Oper bietet Platz für ca. 3.000 Besucher und wird auch „Grand Old Lady of Broad Street“ (nach der Lage des Gebäudes an der Broad Street) genannt. Sie ist Sitz des Pennsylvania Ballet und der Opera Company of Philadelphia. Bis zu seinem Umzug im Jahre 2001 war dort zudem das Philadelphia Orchestra ansässig.                                              | Website            | |
| Philadelphia                | American Opera Company                                | Die American Opera Company war eine Opernkompagnie in Philadelphia. Sie wurde 1946 von dem Dirigenten Vernon Hammond gegründet, schloss aber bereits 1950. |                    | Bild gesucht Der Benutzer Bernd Winnig wünscht sich an dieser Stelle ein Bild. Falls du dabei helfen möchtest, erklärt die Anleitung , wie das geht. |
| Philadelphia                | Amici Opera                                           | Die Amici Opera ist eine Opernkompagnie mit Sitz in Philadelphia, im US-Bundesstaat Pennsylvania. | Website            | Bild gesucht Der Benutzer Bernd Winnig wünscht sich an dieser Stelle ein Bild. Falls du dabei helfen möchtest, erklärt die Anleitung , wie das geht. |
| Philadelphia                | Center City Opera Theater                             | Das Center City Opera Theater (CCOT) ist eine in Philadelphia, Pennsylvania, ansässige Opernkompagnie, die 1999 gegründet wurde. Das CCOT tritt an zahlreichen Orten im Großraum Philadelphia auf, Haupthaus ist das Perelman Theatre im Kimmel Center for Performing Arts. | Website            | |
| Philadelphia                | ConcertOPERA Philadelphia                             | Die ConcertOPERA Philadelphia ist eine Opernkompagnie mit Sitz in Philadelphia, im US-Bundesstaat Pennsylvania. | Website            | Bild gesucht Der Benutzer Bernd Winnig wünscht sich an dieser Stelle ein Bild. Falls du dabei helfen möchtest, erklärt die Anleitung , wie das geht. |
| Philadelphia                | Kimmel Center for the Performing Arts                 | Das Kimmel Center for the Performing Arts ist ein großer Veranstaltungsort für darstellende Künste in der 300 South Broad Street, Ecke Spruce Street in Philadelphia, Pennsylvania. Das Kulturzentrum ist im Besitz von Kimmel Center, Inc., einer Organisation, die auch die Musikakademie in Philadelphia und ab November 2016 das Merriam Theater verwaltet. Das Zentrum ist nach dem Philanthrop Sidney Kimmel benannt. | Website            | |
| Philadelphia                | Opera Philadelphia                                    | Die Opera Philadelphia (vor 2013 Opera Company of Philadelphia (OCP)) ist eine US-amerikanische Opernkompagnie in Philadelphia, Pennsylvania. Die Organisation produziert jährlich fünf vollständig inszenierte Opern, die Werke aus dem 17. bis 21. Jahrhundert umfassen. | Website            | |
| Philadelphia                | Savoy Company                                         | Die Savoy Company mit Sitz in Philadelphia, Pennsylvania, wurde 1901 gegründet und ist die älteste Amateurtheatergruppe der Welt, die sich ausschließlich der Produktion der komischen Opern von Gilbert und Sullivan widmet. | Website            | Bild gesucht Der Benutzer Bernd Winnig wünscht sich an dieser Stelle ein Bild. Falls du dabei helfen möchtest, erklärt die Anleitung , wie das geht. |
| Phoenix                     | Arizona Opera                                         | Die Arizona Opera ist eine Opernkompagnie, die sowohl in Phoenix, Arizona, als auch in Tucson, Arizona, tätig ist. Die Arizona Opera wurde 1971 als Tucson Opera Company unter dem Generaldirektor James P. Sullivan gegründet und präsentierte 1972 ihre erste Opernproduktion. | Website            | |
| Phoenix                     | Phoenix Opera                                         | Die Phoenix Opera ist eine professionelle Opernkompagnie mit Sitz in Phoenix, im US-Bundesstaat Arizona. Das Unternehmen wurde 2006 als Phoenix Metropolitan Opera von dem künstlerischen Leiter John Massaro und dem Kreativdirektor Gail Dubinbaum gegründet. | Website            | |
| Pittsburgh                  | Benedum Center                                        | Das Benedum Center (früher als Stanley Theater bekannt) ist ein Theatergebäude in Pittsburgh im US-Bundesstaat Pennsylvania. Es wurde am 27. Februar 1928 eröffnet und hat zurzeit eine Kapazität von 2.885 Zuschauern. 1987 wurde die 43 Millionen US-Dollar teure Restaurierung abgeschlossen und das Theater wurde in „Benedum Center“ umbenannt. Zurzeit werden vor allem klassische Werke und Ballette aufgeführt. Es ist jedoch auch in der Rock- und Reggaeszene bekannt. Grateful Dead spielten zwei legendäre Konzerte im „Stanley Theater“. Zudem hatte hier der Reggaestar Bob Marley am 23. September 1980 seinen letzten Auftritt, bevor er im Mai 1981 starb. | Website            | |
| Pittsburgh                  | Pittsburgh Festival Opera                             | Die Pittsburgh Festival Opera, zuvor Opera Theater of Pittsburgh, ist eine professionelle amerikanische Opernkompagnie mit Sitz in Pittsburghs Universitäts- und Museumsviertel. Die Pittsburgh Festival Opera tritt an der Winchester Thurston School im Shadyside-Viertel von Pittsburgh und an weiteren Orten in der Stadt auf. Sie wurde 1978 von der Opernsängerin Mildred Miller Posvar und Helen Knox gegründet. | Website            | Bild gesucht Der Benutzer Bernd Winnig wünscht sich an dieser Stelle ein Bild. Falls du dabei helfen möchtest, erklärt die Anleitung , wie das geht. |
| Pittsburgh                  | Pittsburgh Opera                                      | Die Pittsburgh Opera ist eine amerikanische Opernkompagnie mit Sitz in Pittsburgh, Pennsylvania. Die Pittsburgh Opera tritt an verschiedenen Orten auf, hauptsächlich im Benedum Center, und im Theater der Pittsburgh Creative and Performing Arts School (CAPA). | Website            | Bild gesucht Der Benutzer Bernd Winnig wünscht sich an dieser Stelle ein Bild. Falls du dabei helfen möchtest, erklärt die Anleitung , wie das geht. |
| Pomona                      | Repertory Opera Company                               | Die Repertory Opera Company ist eine Opernkompagnie mit Sitz in Pomona, im US-Bundesstaat Kalifornien. | Website            | Bild gesucht Der Benutzer Bernd Winnig wünscht sich an dieser Stelle ein Bild. Falls du dabei helfen möchtest, erklärt die Anleitung , wie das geht. |
| Portland                    | Portland Opera                                        | Die Portland Opera ist das Opernhaus in der Stadt Portland, Oregon, das 1964 gegründet wurde. Das Theatergebäude bietet Platz für rund dreitausend Zuschauer. Die Saison umfasst acht Monate (von September bis Mai), in der Regel werden fünf Einstudierungen pro Saison unternommen. Die Produktionen werden von Unternehmen der Region und Einzelpersonen subventioniert. Von Mai bis Juli gibt das Theater kostenlose Vorstellungen in Parks und Schulen, es erreicht dabei eine große Anzahl von Zuschauern. Das Orchester und der Chor stehen für das Theater ständig zur Verfügung, mit Solisten und Dirigenten werden Verträge für einzelne Spielzeiten oder Produktionen abgeschlossen. | Website            | Bild gesucht Der Benutzer Bernd Winnig wünscht sich an dieser Stelle ein Bild. Falls du dabei helfen möchtest, erklärt die Anleitung , wie das geht. |
| Portland                    | PORTopera                                             | Die PORTopera ist eine professionelle Opernkompagnie, die 1994 von einer Gruppe von Opernliebhabern gegründet wurde, darunter Bruce Hangen, Jack Riddle, Russ Burleigh, Dona D. Vaughn und andere. Sie hat ihren Sitz in Portland, Maine. Einige ihrer Produktionen werden innerhalb des Bundesstaates gezeigt. | Website            | Bild gesucht Der Benutzer Bernd Winnig wünscht sich an dieser Stelle ein Bild. Falls du dabei helfen möchtest, erklärt die Anleitung , wie das geht. |
| Providence                  | Opera Providence                                      | Die Opera Providence ist eine Opernkompagnie mit Sitz in Providence, im US-Bundesstaat Rhode Island. | Website            | Bild gesucht Der Benutzer Bernd Winnig wünscht sich an dieser Stelle ein Bild. Falls du dabei helfen möchtest, erklärt die Anleitung , wie das geht. |
| Quincy (Illinois)           | Muddy River Opera Company                             | Die Muddy River Opera Company ist eine Opernkompagnie mit Sitz in Quincy, Illinois. Sie wurde 1989 von Mary Anne Scott und Mary Jane McCloskey als Non-Profit-Organisation gegründet. | Website            | Bild gesucht Der Benutzer Bernd Winnig wünscht sich an dieser Stelle ein Bild. Falls du dabei helfen möchtest, erklärt die Anleitung , wie das geht. |
| Raleigh                     | Capitol Opera Raleigh                                 | Die Capitol Opera Raleigh ist eine Opernkompagnie mit Sitz in Raleigh, im US-Bundesstaat North Carolina. | Website            | Bild gesucht Der Benutzer Bernd Winnig wünscht sich an dieser Stelle ein Bild. Falls du dabei helfen möchtest, erklärt die Anleitung , wie das geht. |
| Raleigh                     | North Carolina Opera                                  | Die North Carolina Opera ist eine Opernkompagnie mit Sitz in Raleigh, im US-Bundesstaat North Carolina. | Website            | Bild gesucht Der Benutzer Bernd Winnig wünscht sich an dieser Stelle ein Bild. Falls du dabei helfen möchtest, erklärt die Anleitung , wie das geht. |
| Reno                        | Nevada Opera                                          | Die Nevada Opera ist eine amerikanische Opernkompagnie mit Sitz in Reno, Nevada. Das Unternehmen wurde 1967 von Ted und Deena Puffer gegründet und hat in seinen fünf Jahrzehnten mehr als 180 Opernproduktionen realisiert. |                    | Bild gesucht Der Benutzer Bernd Winnig wünscht sich an dieser Stelle ein Bild. Falls du dabei helfen möchtest, erklärt die Anleitung , wie das geht. |
| Reseda (Los Angeles)        | Center Stage Opera                                    | Die Center Stage Opera ist eine Opernkompagnie mit Sitz in Reseda, im US-Bundesstaat Kalifornien. | Website            | Bild gesucht Der Benutzer Bernd Winnig wünscht sich an dieser Stelle ein Bild. Falls du dabei helfen möchtest, erklärt die Anleitung , wie das geht. |
| Richmond                    | Richmond CenterStage                                  | Richmond CenterStage ist ein Zentrum für darstellende Kunst in Richmond, Virginia, zu dem das Altria Theatre und das Theater gehören, das früher als Carpenter Theatre Center for Performing Arts bekannt war. | Website            | |
| Riverside                   | Riverside Lyric Opera                                 | Die Riverside Lyric Opera ist eine Opernkompagnie mit Sitz in Riverside, im US-Bundesstaat Kalifornien. | Website            | Bild gesucht Der Benutzer Bernd Winnig wünscht sich an dieser Stelle ein Bild. Falls du dabei helfen möchtest, erklärt die Anleitung , wie das geht. |
| Roanoke                     | Opera Roanoke                                         | Die Opera Roanoke ist eine professionelle Opernkompagnie in Roanoke, im US-Bundesstaat Virginia. Das Unternehmen ist in der Shaftman Performance Hall am Jefferson Center ansässig. Opera Roanoke bedient ein weites geografisches Gebiet, darunter die Städte Roanoke, Salem, Lynchburg, Lexington und Blacksburg sowie Martinsville. Das Unternehmen wurde 1976 als Southwest Virginia Opera Society (SVOS) gegründet. | Website            | Bild gesucht Der Benutzer Bernd Winnig wünscht sich an dieser Stelle ein Bild. Falls du dabei helfen möchtest, erklärt die Anleitung , wie das geht. |
| Rochester                   | Mercury Opera House                                   | Das Mercury Opera House ist eine Opernkompagnie mit Sitz in Rochester, im US-Bundesstaat New York. | Website            | Bild gesucht Der Benutzer Bernd Winnig wünscht sich an dieser Stelle ein Bild. Falls du dabei helfen möchtest, erklärt die Anleitung , wie das geht. |
| Rochester                   | American Opera Company (Rochester)                    | Die American Opera Company war eine Opernkompagnie in Rochester, im US-Bundesstaat New York. Mitte der 1920er Jahre entstand aus den Produktionen von Vladimir Rosing und Rouben Mamoulian an der Eastman School of Music in Rochester eine professionelle Touring-Opernkompagnie. Zuerst als Rochester American Opera Company bekannt, gab die Gruppe im April 1927 ihr Debüt in New York City am Guild Theatre. |                    | Bild gesucht Der Benutzer Bernd Winnig wünscht sich an dieser Stelle ein Bild. Falls du dabei helfen möchtest, erklärt die Anleitung , wie das geht. |
| Sacramento                  | Capitol Opera Sacramento                              | Die Capitol Opera Sacramento ist eine Opernkompagnie mit Sitz in Sacramento, im US-Bundesstaat Kalifornien. | Website            | Bild gesucht Der Benutzer Bernd Winnig wünscht sich an dieser Stelle ein Bild. Falls du dabei helfen möchtest, erklärt die Anleitung , wie das geht. |
| Sacramento                  | Sacramento Philharmonic & Opera                       | Die Sacramento Philharmonic & Opera ist eine Orchester und eine Opernkompagnie mit Sitz in Sacramento, im US-Bundesstaat Kalifornien. | Website            | Bild gesucht Der Benutzer Bernd Winnig wünscht sich an dieser Stelle ein Bild. Falls du dabei helfen möchtest, erklärt die Anleitung , wie das geht. |
| Saint Louis                 | Opera Theatre of Saint Louis                          | Das Opera Theatre of Saint Louis (OTSL) ist ein Sommeropernfestival in St. Louis, Missouri. Typischerweise werden jede Saison, die von Ende Mai bis Ende Juni dauert, vier Opern aufgeführt, die alle auf Englisch gesungen werden. Die Aufführungen werden vom St. Louis Symphony Orchestra begleitet, das für die Saison in zwei Ensembles für jeweils zwei Opern unterteilt wird. Die Aufführungen der Kompagnie finden im Loretto-Hilton Center for the Performing Arts auf dem Campus der Webster University statt. | Website            | Bild gesucht Der Benutzer Bernd Winnig wünscht sich an dieser Stelle ein Bild. Falls du dabei helfen möchtest, erklärt die Anleitung , wie das geht. |
| Saint Louis                 | Peabody Opera House                                   | Das Peabody Opera House (ehemals Kiel Opera House) ist ein Theater für darstellende Künste in Saint Louis, Missouri. Gegründet als Kiel Opera House wurde es 1934 eröffnet und war bis 1991 in Betrieb, als es und das angrenzende Kiel Auditorium geschlossen wurden. Die Wiedereröffnung des renovierten Theaters erfolgte am 1. Oktober 2011 unter dem Namen Peabody Opera House. | Website            | |
| Saint Louis                 | Union Avenue Opera                                    | Die Union Avenue Opera (vormals Union Avenue Opera Theatre) ist eine in Saint Louis, Missouri, ansässige Opernkompagnie. Das Unternehmen wurde 1994 von Scott Schoonover, dem Musikdirektor der Union Avenue Christian Church, gegründet, die als Veranstaltungsort des Unternehmens im Visitation Park von St. Louis dient. | Website            | |
| Saint Paul                  | Nautilus Music-Theater                                | Das Nautilus Music-Theater ist eine Opernkompagnie mit Sitz in Saint Paul, im US-Bundesstaat Minnesota. | Website            | Bild gesucht Der Benutzer Bernd Winnig wünscht sich an dieser Stelle ein Bild. Falls du dabei helfen möchtest, erklärt die Anleitung , wie das geht. |
| Saint Petersburg            | St. Petersburg Opera Company                          | Die St. Petersburg Opera Company ist eine Opernkompagnie mit Sitz in Saint Petersburg, im US-Bundesstaat Florida. | Website            | Bild gesucht Der Benutzer Bernd Winnig wünscht sich an dieser Stelle ein Bild. Falls du dabei helfen möchtest, erklärt die Anleitung , wie das geht. |
| Salt Lake City              | Utah Opera                                            | Die Utah Opera ist eine amerikanische Opernkompagnie, die seit Juli 2002 mit der Utah Symphony fusioniert wurde und insgesamt mehr als 150.000 Zuschauer pro Jahr hat. | Website            | Bild gesucht Der Benutzer Bernd Winnig wünscht sich an dieser Stelle ein Bild. Falls du dabei helfen möchtest, erklärt die Anleitung , wie das geht. |
| San Antonio                 | Opera San Antonio                                     | Die San Antonio Opera war eine amerikanische Opernkompagnie mit Sitz in San Antonio, im US-amerikanischen Bundesstaat Texas, die 16 Spielzeiten produzierte, bevor sie 2012 Insolvenz angemeldet hat und aufgelöst wurde. Das Unternehmen wurde 1997 als Pocket Opera of San Antonio von Mark Richter gegründet und eröffnete die erste Saison im Herbst 1997 mit Wolfgang Amadeus Mozarts Der Schauspieldirektor im San Pedro Playhouse. | Website            | Bild gesucht Der Benutzer Bernd Winnig wünscht sich an dieser Stelle ein Bild. Falls du dabei helfen möchtest, erklärt die Anleitung , wie das geht. |
| San Diego                   | Lyric Opera San Diego                                 | Die Lyric Opera San Diego war eine Theaterkompagnie in San Diego, Kalifornien, die sich auf komische Oper, Operette und Musical spezialisiert hatte. Das Unternehmen wurde 1979 gegründet, um Gilbert und Sullivans Opern aufzuführen. Zu der Zeit war es als San Diego Gilbert and Sullivan Company bekannt. Der Fokus des Unternehmens veränderte sich 1990, als Leon Natker als Generaldirektor eingestellt wurde. Das Unternehmen wurde in San Diego Comic Opera umbenannt. 2003 hieß der Name wieder geändert, zu Lyric Opera San Diego. Im Jahr 2011 meldete das Unternehmen Insolvenz an und hat seitdem keine Shows mehr gezeigt. |                    | Bild gesucht Der Benutzer Bernd Winnig wünscht sich an dieser Stelle ein Bild. Falls du dabei helfen möchtest, erklärt die Anleitung , wie das geht. |
| San Diego                   | San Diego Opera                                       | Die San Diego Opera Association (SDO) ist eine professionelle Opernkompagnie in San Diego, im US-Bundesstaat Kalifornien. Das Unternehmen wurde 1950 als San Diego Opera Guild gegründet. Ursprünglich waren es Produktionen der San Francisco Opera, die gezeigt wurden. SDO begann 1965 mit der Inszenierung eigener Produktionen, die erste davon war La Bohème von Puccini. | Website            | Bild gesucht Der Benutzer Bernd Winnig wünscht sich an dieser Stelle ein Bild. Falls du dabei helfen möchtest, erklärt die Anleitung , wie das geht. |
| San Francisco               | Goat Hall Productions                                 | Goat Hall Productions ist eine Opernkompagnie mit Sitz in San Francisco, im US-Bundesstaat Kalifornien. | Website            | Bild gesucht Der Benutzer Bernd Winnig wünscht sich an dieser Stelle ein Bild. Falls du dabei helfen möchtest, erklärt die Anleitung , wie das geht. |
| San Francisco               | Golden Gate Theatre                                   | Das Golden Gate Theatre ist ein Veranstaltungsort in der 1 Taylor Street, Ecke Golden Gate Avenue in San Francisco, Kalifornien. Es wurde 1922 als Varieté-Haus eröffnet und war später ein großes Kino. Es wurde restauriert und 1979 als Veranstaltungsort für darstellende Kunst wiedereröffnet. Das Theater ist Teil des Market Street Theatre and Loft District, das im National Register of Historic Places aufgeführt ist. | Website            | |
| San Francisco               | Lamplighters Music Theatre                            | Das Lamplighters Music Theatre ist ein halbprofessionelles Musiktheater-Unternehmen mit Sitz in San Francisco, Kalifornien. Das Theater wurde 1952 von Orva Hoskinson und Ann Pool MacNab gegründet und ist auf komische Oper spezialisiert, insbesondere auf die Werke von Gilbert und Sullivan. | Website            | Bild gesucht Der Benutzer Bernd Winnig wünscht sich an dieser Stelle ein Bild. Falls du dabei helfen möchtest, erklärt die Anleitung , wie das geht. |
| San Francisco               | Opera Parallèle                                       | Die Opera Parallèle ist eine Opernkompagnie mit Sitz in San Francisco, im US-Bundesstaat Kalifornien. | Website            | Bild gesucht Der Benutzer Bernd Winnig wünscht sich an dieser Stelle ein Bild. Falls du dabei helfen möchtest, erklärt die Anleitung , wie das geht. |
| San Francisco               | Pocket Opera (San Francisco)                          | Die Pocket Opera ist eine Opernkompagnie mit Sitz in San Francisco, Kalifornien, das seit 1978 Opern auf Englisch aufführt. Das Unternehmen wurde von Donald Pippin gegründet, dessen musikalische Karriere sich über sechs Jahrzehnte erstreckt. | Website            | Bild gesucht Der Benutzer Bernd Winnig wünscht sich an dieser Stelle ein Bild. Falls du dabei helfen möchtest, erklärt die Anleitung , wie das geht. |
| San Francisco               | San Francisco Lyric Opera                             | Die San Francisco Lyric Opera ist eine Opernkompagnie mit Sitz in San Francisco, im US-Bundesstaat Kalifornien. | Website            | Bild gesucht Der Benutzer Bernd Winnig wünscht sich an dieser Stelle ein Bild. Falls du dabei helfen möchtest, erklärt die Anleitung , wie das geht. |
| San Francisco               | San Francisco Opera                                   | Die San Francisco Opera ist ein Opernhaus in San Francisco. Sie wurde 1923 von Gaetano Merola gegründet, eröffnet wurde sie mit einer Aufführung von La Bohème. Gespielt wurde anfangs im Civic Auditorium in San Francisco. Die heutige Spielstätte, das War Memorial Opera House, wurde 1932 eröffnet. Nach dem Tod Merolas 1953 übernahm Kurt Herbert Adler die Leitung bis zu seinem Ruhestand 1981. Adler holte viele Stars aus Europa nach San Francisco und führte die San Francisco Opera zu internationalem Renommee. Die weiteren Generaldirektoren waren Terence McEwen (1982–1988), Lotfi Mansouri (1988–2001), Pamela Rosenberg (2001–2005) und seit Januar 2006 David Gockley. | Website            | |
| San Francisco               | San Francisco War Memorial and Performing Arts Center | Das San Francisco War Memorial and Performing Arts Center (SFWMPAC) befindet sich in San Francisco, Kalifornien. Es ist eines der größten Zentren für darstellende Kunst in den Vereinigten Staaten. Es erstreckt sich über 7,5 Hektar (3 Hektar) im historischen Stadtviertel Civic Center und umfasst insgesamt 7.500 Sitzplätze. | Website            | |
| San José                    | California Theatre                                    | Das California Theatre ist ein Theaterhaus in San Francisco, Kalifornien. Das Gebäude wurden 1927 als Fox California Theatre (ursprünglich mit 1.848 Plätzen) eröffnet und galt als das schönste Theater in Kalifornien. Das Theater wurde fast 50 Jahre lang bis zu seiner Schließung im Jahr 1973 als Filmtheater genutzt. Dann stand es viele Jahre lang leer und verfiel, wurde aber 2004 als bedeutende Einrichtung für darstellende Kunst wiedereröffnet, die sowohl Live-Bühnenaufführungen als auch Spielfilme umfasst. Es beherbergt heute die Opera San José und die Symphony Silicon Valley. Jährlich findet hier das Cinequest Film Festival statt. | Website            | |
| San José                    | Opera San José                                        | Die Opera San José ist eine professionelle Opernkompagnie in San Jose, Kalifornien. Neben Aufführungen auf der Bühne bietet die Opera San José ein umfangreiches Schulungsprogramm in Schulen in der gesamten Region an. | Website            | Bild gesucht Der Benutzer Bernd Winnig wünscht sich an dieser Stelle ein Bild. Falls du dabei helfen möchtest, erklärt die Anleitung , wie das geht. |
| San Juan                    | Opera de Puerto Rico                                  | Die Opera de Puerto Rico ist eine Opernkompagnie mit Sitz in San Juan, der Hauptstadt des US-amerikanischen Außengebietes Puerto Rico | Website            | Bild gesucht Der Benutzer Bernd Winnig wünscht sich an dieser Stelle ein Bild. Falls du dabei helfen möchtest, erklärt die Anleitung , wie das geht. |
| San Luis Obispo             | Opera San Luis Obispo                                 | Die Opera San Luis Obispo ist eine Opernkompagnie mit Sitz in San Luis Obispo, im US-Bundesstaat Kalifornien. | Website            | Bild gesucht Der Benutzer Bernd Winnig wünscht sich an dieser Stelle ein Bild. Falls du dabei helfen möchtest, erklärt die Anleitung , wie das geht. |
| Santa Ana                   | Opera Pacific                                         | Die Opera Pacific Opera Pacific war eine Opernkompagnie mit Sitz in Santa Ana im kalifornischen Orange County. Nach insgesamt 22 Spielzeiten musste das Unternehmen wegen finanzieller Schwierigkeiten seinen Betrieb im November 2008 einstellen. | Website            | |
| Santa Barbara               | Opera Santa Barbara                                   | Die Opera Santa Barbara ist eine Opernkompagnie mit Sitz in Santa Barbara, im US-amerikanischen Bundesstaat Kalifornien. | Website            | Bild gesucht Der Benutzer Bernd Winnig wünscht sich an dieser Stelle ein Bild. Falls du dabei helfen möchtest, erklärt die Anleitung , wie das geht. |
| Santa Fe                    | Santa Fe Opera                                        | Die Santa Fe Opera (SFO) ist ein US-amerikanisches Opern-Unternehmen, dessen Opernhaus sich 7 km nördlich von Santa Fe im Bundesstaat New Mexico befindet. | Website            | |
| Sarasota                    | Sarasota Opera                                        | Die Sarasota Opera ist eine professionelle Opernkompagnie in Sarasota, Florida, die als Asolo Opera Guild gegründet wurde und bis 1974 nur Produktionen von auswärtigen Opernensembles präsentierte. Zwischen 1974 und 1979 begann die Präsentation eigener Produktionen am selben Ort, bis sie 1979 das Edwards Theatre erwarb, aus dem 1984 das Sarasota Opera House wurde. | Website            | Bild gesucht Der Benutzer Bernd Winnig wünscht sich an dieser Stelle ein Bild. Falls du dabei helfen möchtest, erklärt die Anleitung , wie das geht. |
| Saratoga Springs            | Opera Saratoga                                        | Die Opera Saratoga (bis Januar 2011 als Lake George Opera bezeichnet) ist eine professionelle Opernkompagnie mit Sitz in Saratoga Springs, im US-Bundesstaat New York. Sie veranstaltet jährlich ein Sommerfestival mit drei vollständig in Szene gesetzten Opern und Operetten. Das Unternehmen und das damit verbundene Lake George Opera Festival wurden 1962 von Fred Patrick und dem Ehemann von Jeanette Scovotti, einer Sopranistin an der Metropolitan Opera, gegründet. | Website            | Bild gesucht Der Benutzer Bernd Winnig wünscht sich an dieser Stelle ein Bild. Falls du dabei helfen möchtest, erklärt die Anleitung , wie das geht. |
| Schroon Lake (New York)     | Seagle Music Colony                                   | Die Seagle Music Colony ist eine Opernkompagnie mit Sitz in Schroon Lake, im US-amerikanischen Bundesstaat New York. | Website            | Bild gesucht Der Benutzer Bernd Winnig wünscht sich an dieser Stelle ein Bild. Falls du dabei helfen möchtest, erklärt die Anleitung , wie das geht. |
| Scotch Plains               | The Little Opera Company of New Jersey                | The Little Opera Company of New Jersey ist eine Opernkompagnie mit Sitz in Scotch Plains, im US-amerikanischen Bundesstaat New Jersey. |                    | Bild gesucht Der Benutzer Bernd Winnig wünscht sich an dieser Stelle ein Bild. Falls du dabei helfen möchtest, erklärt die Anleitung , wie das geht. |
| Seattle                     | McCaw Hall                                            | Die Marion Oliver McCaw Hall, früher als Civic Auditorium und Seattle Opera House bekannt, ist ein Zentrum für darstellende Kunst in Seattle, im US-Bundesstaat Washington. Die McCaw Hall befindet sich auf dem Gelände des Seattle Center und ist im Besitz der Stadt Seattle. Die beiden Hauptmieter der McCaw Hall sind die Seattle Opera und das Pacific Northwest Ballet. Das Gebäude ist nach Marion Oliver McCaw benannt. | Website            | |
| Seattle                     | Seattle Opera                                         | Die Seattle Opera ist eine Opernkompagnie mit Sitz in Seattle, im US-Bundesstaat Washington. Das Unternehmen wurde 1963 von Glynn Ross gegründet. Seit August 2003 präsentiert das Unternehmen Opern in der Marion Oliver McCaw Hall, die auf dem Gelände des alten Seattle Opera House im Seattle Center errichtet wurde. | Website            | Bild gesucht Der Benutzer Bernd Winnig wünscht sich an dieser Stelle ein Bild. Falls du dabei helfen möchtest, erklärt die Anleitung , wie das geht. |
| Sebastopol                  | First Look Sonoma                                     | First Look Sonoma ist eine Opernkompagnie mit Sitz in Sebastopol, im US-amerikanischen Bundesstaat Kalifornien. | Website            | Bild gesucht Der Benutzer Bernd Winnig wünscht sich an dieser Stelle ein Bild. Falls du dabei helfen möchtest, erklärt die Anleitung , wie das geht. |
| Shoreline                   | Lyric Opera Northwest                                 | Die Lyric Opera Northwest ist eine Opernkompagnie mit Sitz in Shoreline, im US-amerikanischen Bundesstaat Washington. | Website            | Bild gesucht Der Benutzer Bernd Winnig wünscht sich an dieser Stelle ein Bild. Falls du dabei helfen möchtest, erklärt die Anleitung , wie das geht. |
| Shreveport                  | RiverView Theater                                     | Die Riverview Theater ist ein Kinogebäude und Opernhaus in Shreveport, im US-Bundesstaat Louisiana. Das von Liebenberg und Kaplan entworfene Theater wurde 1948 von den Theaterbesitzern Bill und Sidney Volk erbaut. Es beheimatet die Shreveport Opera. | Website            | |
| Shreveport                  | Shreveport Opera                                      | Die Shreveport Opera ist eine Opernkompagnie in der Stadt Shreveport im US-Bundesstaat Louisiana. Die Opernkompagnie existiert seit den späten 1940er Jahren und spielt im RiverView Theater in Shreveport. | Website            | Bild gesucht Der Benutzer Bernd Winnig wünscht sich an dieser Stelle ein Bild. Falls du dabei helfen möchtest, erklärt die Anleitung , wie das geht. |
| Sicklerville (New York)     | Opera Seabrook                                        | Die Opera Seabrook ist eine Opernkompagnie mit Sitz in Sicklerville, im US-amerikanischen Bundesstaat New York. | Website            | Bild gesucht Der Benutzer Bernd Winnig wünscht sich an dieser Stelle ein Bild. Falls du dabei helfen möchtest, erklärt die Anleitung , wie das geht. |
| Silver Spring               | Bel Cantanti Opera                                    | Die Bel Cantanti Opera ist eine amerikanische Opernkompagnie mit Sitz in Silver Spring, im US-Bundesstaat Maryland. Sie wurde 2003 von Dr. Katerina Souvorova gegründet. Die Produktionen des Unternehmens fanden an verschiedenen Orten statt, darunter: die österreichische Botschaft in Washington, die französische Botschaft in Georgetown, die deutsche Botschaft in Washington und ihre aktuelle Heimat, das Randolph Road Theater in Silver Spring. | Website            | Bild gesucht Der Benutzer Bernd Winnig wünscht sich an dieser Stelle ein Bild. Falls du dabei helfen möchtest, erklärt die Anleitung , wie das geht. |
| South Pasadena              | Celestial Opera Company                               | Die Celestial Opera Company ist eine Opernkompagnie mit Sitz in South Pasadena, im US-amerikanischen Bundesstaat Kalifornien. | Website            | Bild gesucht Der Benutzer Bernd Winnig wünscht sich an dieser Stelle ein Bild. Falls du dabei helfen möchtest, erklärt die Anleitung , wie das geht. |
| Springfield                 | Springfield Regional Opera                            | Die Springfield Regional Opera ist eine Opernkompagnie mit Sitz in Springfield, im US-amerikanischen Bundesstaat Missouri. | Website            | Bild gesucht Der Benutzer Bernd Winnig wünscht sich an dieser Stelle ein Bild. Falls du dabei helfen möchtest, erklärt die Anleitung , wie das geht. |
| St. Martinville             | Duchamp Opera House                                   | Das Duchamp Opera House ist ein Opernhaus in St. Martinville, im US-amerikanischen Bundesstaat Louisiana. | Website            | Bild gesucht Der Benutzer Bernd Winnig wünscht sich an dieser Stelle ein Bild. Falls du dabei helfen möchtest, erklärt die Anleitung , wie das geht. |
| Stamford                    | Connecticut Grand Opera and Orchestra                 | Die Connecticut Grand Opera and Orchestra war ein gemeinnütziges, professionelles Opernhaus und Orchester, das 1993 unter diesem Namen gegründet wurde und seinen Sitz in Stamford, Connecticut in den USA hatte. Das Unternehmen präsentierte jedes Jahr drei vollständig inszenierte Opern. | Website            | Bild gesucht Der Benutzer Bernd Winnig wünscht sich an dieser Stelle ein Bild. Falls du dabei helfen möchtest, erklärt die Anleitung , wie das geht. |
| Stirling (New Jersey)       | Eastern Opera of New Jersey                           | Die Eastern Opera of New Jersey ist eine Opernkompagnie mit Sitz in Stirling, im US-amerikanischen Bundesstaat New Jersey. | Website            | Bild gesucht Der Benutzer Bernd Winnig wünscht sich an dieser Stelle ein Bild. Falls du dabei helfen möchtest, erklärt die Anleitung , wie das geht. |
| Stockton                    | Stockton Opera Association                            | Die Stockton Opera Association ist eine Opernkompagnie mit Sitz in Stockton, im US-amerikanischen Bundesstaat Kalifornien. | Website            | Bild gesucht Der Benutzer Bernd Winnig wünscht sich an dieser Stelle ein Bild. Falls du dabei helfen möchtest, erklärt die Anleitung , wie das geht. |
| Stonington                  | Salt Marsh Opera                                      | Die Salt Marsh Opera ist eine US-amerikanische Opernkompagnie, die im südlichen Connecticut und auf Rhode Island auftritt. Salt Marsh Opera wurde im Jahr 2000 gegründet und hat seinen Hauptsitz in Stonington, im US-amerikanischen Bundesstaat Connecticut. | Website            | Bild gesucht Der Benutzer Bernd Winnig wünscht sich an dieser Stelle ein Bild. Falls du dabei helfen möchtest, erklärt die Anleitung , wie das geht. |
| Stony Point                 | Hudson Lyric Opera                                    | Die Hudson Lyric Opera ist eine Opernkompagnie mit Sitz in Stony Point, im US-amerikanischen Bundesstaat New York. | Website            | Bild gesucht Der Benutzer Bernd Winnig wünscht sich an dieser Stelle ein Bild. Falls du dabei helfen möchtest, erklärt die Anleitung , wie das geht. |
| Syracuse                    | Syracuse Opera                                        | Die Syracuse Opera ist eine Opernkompagnie mit Sitz in Syracuse, im US-amerikanischen Bundesstaat New York. | Website            | Bild gesucht Der Benutzer Bernd Winnig wünscht sich an dieser Stelle ein Bild. Falls du dabei helfen möchtest, erklärt die Anleitung , wie das geht. |
| Tacoma                      | Tacoma Opera                                          | Die Tacoma Opera ist ein professionelles Opernhaus mit Sitz in Tacoma, im US-Bundesstaat Washington. Das Unternehmen präsentiert zwei bis drei Opern pro Jahr. | Website            | Bild gesucht Der Benutzer Bernd Winnig wünscht sich an dieser Stelle ein Bild. Falls du dabei helfen möchtest, erklärt die Anleitung , wie das geht. |
| Tampa                       | Opera Tampa                                           | Die Opera Tampa ist eine US-amerikanische Opernkompagnie mit Sitz in Tampa, Florida, wo es ein ansässiges Unternehmen im Straz Center for the Performing Arts ist. | Website            | Bild gesucht Der Benutzer Bernd Winnig wünscht sich an dieser Stelle ein Bild. Falls du dabei helfen möchtest, erklärt die Anleitung , wie das geht. |
| Tampa                       | Straz Center for the Performing Arts                  | Das David A. Straz Jr. Center for the Performing Arts wurde im Juli 1987 als Tampa Bay Performing Arts Center in Tampa, Florida, eröffnet und konnte bereits mehr als 16 Millionen Gäste begrüßen. Der Veranstaltungsort wurde im November 2009 umbenannt, um die großzügige Spende des Finanziers David A. Straz, jr. zu würdigen. | Website            | |
| Tarpon Springs              | New Century Opera                                     | Die New Century Opera ist eine Opernkompagnie mit Sitz in Tarpon Springs, im US-amerikanischen Bundesstaat Florida. | Website            | Bild gesucht Der Benutzer Bernd Winnig wünscht sich an dieser Stelle ein Bild. Falls du dabei helfen möchtest, erklärt die Anleitung , wie das geht. |
| The Villages                | Central Florida Lyric Opera                           | Die Central Florida Lyric Opera ist eine Opernkompagnie mit Sitz in The Villages, im US-amerikanischen Bundesstaat Florida. | Website            | Bild gesucht Der Benutzer Bernd Winnig wünscht sich an dieser Stelle ein Bild. Falls du dabei helfen möchtest, erklärt die Anleitung , wie das geht. |
| Toledo                      | Toledo Opera                                          | Die Toledo Opera ist eine US-amerikanische Opernkompagnie mit Sitz in Toledo, Ohio. Der erste Generaldirektor des Unternehmens, das 1959 gegründet wurde, war Lester Freedman. | Website            | Bild gesucht Der Benutzer Bernd Winnig wünscht sich an dieser Stelle ein Bild. Falls du dabei helfen möchtest, erklärt die Anleitung , wie das geht. |
| Trenton                     | Boheme Opera                                          | Die Boheme Opera ist eine Opernkompagnie mit Sitz in Trenton, im US-amerikanischen Bundesstaat New Jersey. | Website            | Bild gesucht Der Benutzer Bernd Winnig wünscht sich an dieser Stelle ein Bild. Falls du dabei helfen möchtest, erklärt die Anleitung , wie das geht. |
| Tulsa                       | LOOK Musical Theatre                                  | Das LOOK Musical Theatre (LOOK) war eine professionelle Musiktheaterfirma mit Sitz in Tulsa, Oklahoma. Die Organisation folgte einem Repertoire-Modell und präsentierte ein Sommerfestivalprogramm mit Musicals und komischer Oper. Die jährliche Sommersaison von LOOK im Tulsa Performing Arts Center wird als „The LOOK Festival“ bezeichnet. Das Unternehmen wurde 1983 von John und Jane Everett als gemeinnütziges Gemeinschaftstheater mit dem Namen The Gilbert and Sullivan Society of Tulsa gegründet. 1997 wurde der Name in Light Opera Oklahoma umbenannt und das Repertoire wurde nicht mehr auf Werke von Gilbert und Sullivans komischen Opern beschränkt. Das Unternehmen, das 2012 seinen heutigen Namen erhalten hat, stellte 2015 wegen finanzieller Probleme seinen Betrieb ein. |                    | Bild gesucht Der Benutzer Bernd Winnig wünscht sich an dieser Stelle ein Bild. Falls du dabei helfen möchtest, erklärt die Anleitung , wie das geht. |
| Tulsa                       | Tulsa Opera                                           | Die Tulsa Opera ist eine Opernkompagnie mit Sitz in Tulsa, im US-Bundesstaat Oklahoma. Das Unternehmen produziert drei Opern pro Saison im Tulsa Performing Arts Center. | Website            | Bild gesucht Der Benutzer Bernd Winnig wünscht sich an dieser Stelle ein Bild. Falls du dabei helfen möchtest, erklärt die Anleitung , wie das geht. |
| Tulsa                       | Tulsa Performing Arts Center                          | Das Tulsa Performing Arts Center oder Tulsa PAC ist ein Veranstaltungsort für darstellende Kunst in Tulsa, Oklahoma. Es beherbergt vier Haupttheater, ein Atelier, eine Kunstgalerie und eine große Empfangshalle. | Website            | |
| Washington, D.C.            | DC Public Opera                                       | Die DC Public Opera ist eine Opernkompagnie mit Sitz in Washington, D.C. | Website            | Bild gesucht Der Benutzer Bernd Winnig wünscht sich an dieser Stelle ein Bild. Falls du dabei helfen möchtest, erklärt die Anleitung , wie das geht. |
| Washington, D.C.            | John F. Kennedy Center for the Performing Arts        | Das John F. Kennedy Center for the Performing Arts (deutsch: John-F.-Kennedy-Zentrum für Darstellende Kunst, gemeinhin Kennedy Center genannt) ist das größte Kulturzentrum in Washington, D.C. Es wurde postum nach John F. Kennedy, dem 35. Präsidenten der Vereinigten Staaten, benannt. | Website            | |
| Washington, D.C.            | Lisner Auditorium                                     | Das Lisner Auditorium ist ein Auditorium auf dem Campus der George Washington University in Washington, DC. Es ist nach Abram Lisner benannt, einem Treuhänder der Universität, der das Geld für den Bau spendete. Die Arbeit am Bau des Auditoriums begann 1941. Es wurde 1943 fertiggestellt. Es diente vor der Eröffnung des John F. Kennedy Center for the Performing Arts als Mittelpunkt des Theaterlebens in Washington. Es wird noch heute für Aufführungen verwendet und ist die Heimat mehrerer Opernunternehmen, darunter der Washington Concert Opera. Das Auditorium bietet Platz für 1.490 Personen. | Website            | |
| Washington, D.C.            | Opera Camerata of Washington                          | Die Opera Camerata of Washington ist eine Opernkompagnie mit Sitz in Washington, D.C. | Website            | Bild gesucht Der Benutzer Bernd Winnig wünscht sich an dieser Stelle ein Bild. Falls du dabei helfen möchtest, erklärt die Anleitung , wie das geht. |
| Washington, D.C.            | Opera Lafayette                                       | Die Opera Lafayette ist eine Opernkompagnie mit Sitz in Washington, D.C., die französische Opern des 17. und 18. Jahrhunderts produziert. Sie wurde 1995 von Ryan Brown gegründet und teilt seine Saison zwischen Washington und New York City auf. | Website            | Bild gesucht Der Benutzer Bernd Winnig wünscht sich an dieser Stelle ein Bild. Falls du dabei helfen möchtest, erklärt die Anleitung , wie das geht. |
| Washington, D.C.            | Washington Concert Opera                              | Die Washington Concert Opera (WCO) ist eine professionelle Opernkompagnie mit Sitz in Washington, D.C. In der Regel präsentiert die WCO pro Saison zwei Opern im Herbst und Frühling im Lisner Auditorium auf dem Campus der George Washington University. | Website            | |
| Washington, D.C.            | Washington National Opera                             | Die Washington National Opera (WNO) ist ein Opernhaus in Washington, D.C. Die zunächst als Washington Opera bezeichnete Institution erhielt durch den US-Kongress den aktuellen offiziellen Namen der Washington National Opera im Jahr 2000. Das Unternehmen ist im Gebäude John F. Kennedy Center for the Performing Arts untergebracht, in welchem auch das National Symphony Orchestra seinen Sitz hat. | Website            | Bild gesucht Der Benutzer Bernd Winnig wünscht sich an dieser Stelle ein Bild. Falls du dabei helfen möchtest, erklärt die Anleitung , wie das geht. |
| Washington, D.C.            | Washington Savoyards                                  | Die Washington Savoyards waren eine professionelle Musiktheaterfkompagnie mit Sitz in Washington, DC. Das 1972 gegründete Unternehmen produzierte jährlich drei vollständig in Szene gesetzte Musicals und Operetten, die in der Regel mindestens eine Produktion von Gilbert und Sullivan enthielten. Das Unternehmen stellte 2012 seinen Betrieb ein. | Website            | Bild gesucht Der Benutzer Bernd Winnig wünscht sich an dieser Stelle ein Bild. Falls du dabei helfen möchtest, erklärt die Anleitung , wie das geht. |
| Waukegan                    | Bowen Park Opera Company                              | Die Bowen Park Opera Company ist eine Opernkompagnie mit Sitz in Waukegan, im US-Bundesstaat Illinois. |                    | Bild gesucht Der Benutzer Bernd Winnig wünscht sich an dieser Stelle ein Bild. Falls du dabei helfen möchtest, erklärt die Anleitung , wie das geht. |
| West Palm Beach             | Kravis Center for the Performing Arts                 | Das Kravis Center for the Performing Arts (oft als Kravis Center bezeichnet) ist ein professionelles Zentrum für darstellende Kunst im Zentrum von West Palm Beach, Florida. | Website            | |
| West Palm Beach             | Palm Beach Opera                                      | Die Palm Beach Opera, eine professionelle Opernkompagnie in West Palm Beach, Florida, tritt im Kravis Center for the Performing Arts sowie an anderen Orten in Südflorida auf und wurde 1961 als Civic Opera of the Palm Beaches gegründet. Im Laufe seiner Geschichte hat das Unternehmen eine Serie von vollständig inszenierten Opern präsentiert, die von einer einzigen Produktion in den frühen Jahren bis zu vier Produktionen Mitte der 1990er Jahre reichten. | Website            | Bild gesucht Der Benutzer Bernd Winnig wünscht sich an dieser Stelle ein Bild. Falls du dabei helfen möchtest, erklärt die Anleitung , wie das geht. |
| Weston                      | Opera Theatre of Weston                               | Das Opera Theatre of Weston ist eine Opernkompagnie mit Sitz in Weston, im US-Bundesstaat Vermont. | Website            | Bild gesucht Der Benutzer Bernd Winnig wünscht sich an dieser Stelle ein Bild. Falls du dabei helfen möchtest, erklärt die Anleitung , wie das geht. |
| Wichita                     | Wichita Grand Opera                                   | Die Wichita Grand Opera ist eine Opernkompagnie mit Sitz in Wichita, im US-Bundesstaat Kansas. | Website            | Bild gesucht Der Benutzer Bernd Winnig wünscht sich an dieser Stelle ein Bild. Falls du dabei helfen möchtest, erklärt die Anleitung , wie das geht. |
| Williamsburg                | Opera in Williamsburg                                 | Die Opera in Williamsburg ist eine Opernkompagnie mit Sitz in Williamsburg, im US-Bundesstaat Virginia. | Website            | Bild gesucht Der Benutzer Bernd Winnig wünscht sich an dieser Stelle ein Bild. Falls du dabei helfen möchtest, erklärt die Anleitung , wie das geht. |
| Wilmington                  | Opera Delaware                                        | Die Opera Delaware ist eine professionelle Opernkompagnie mit Sitz in Wilmington, Delaware. Das Unternehmen wurde 1944 gegründet und ist eines der ältesten professionellen Opernhäuser in den Vereinigten Staaten. | Website            | Bild gesucht Der Benutzer Bernd Winnig wünscht sich an dieser Stelle ein Bild. Falls du dabei helfen möchtest, erklärt die Anleitung , wie das geht. |
| Winston-Salem               | Piedmont Opera                                        | Die Piedmont Opera ist eine Opernkompagnie mit Sitz in Winston-Salem, im US-Bundesstaat North Carolina. | Website            | Bild gesucht Der Benutzer Bernd Winnig wünscht sich an dieser Stelle ein Bild. Falls du dabei helfen möchtest, erklärt die Anleitung , wie das geht. |
| Youngstown                  | Opera Western Reserve                                 | Die Opera Western Reserve ist eine Opernkompagnie mit Sitz in Youngstown, im US-Bundesstaat Ohio. | Website            | Bild gesucht Der Benutzer Bernd Winnig wünscht sich an dieser Stelle ein Bild. Falls du dabei helfen möchtest, erklärt die Anleitung , wie das geht. |